# La isla: El reality
La Isla: El Reality, también conocida como La Isla México, también conocida solamente como La Isla o en su última temporada como La Isla: Desafío Grecia y Turquía, es un Reality Show mexicano producido por TV Azteca en conjunto actualmente con Acun Medya Global. Está basado en el reality colombiano, El Desafío de Caracol Televisión.
En el 2012, Roberto Romagnoli, entonces director del Área de Entretenimiento de TV Azteca, propuso este reality de competencia y supervivencia para Azteca 7, el cual aprobó para su emisión Rodrigo Fernández, entonces director de dicho canal. De esa manera fue como La Isla inició sus transmisiones el 20 de agosto de ese año bajo la conducción del actor, Alejandro Lukini.

## Temporadas

### Primera temporada (2012)
El programa muestra a Tres Equipos: los dos primeros, están integrados por personajes de la farándula mexicana, conocidos como "Las Celebridades" y "Los Famosos", y un tercer equipo de jugadores denominados "Los Desconocidos" que son personas de México para toda Latinoamérica comunes que presentan Casting para participar.
Fue estrenada y emitida, el 20 de agosto de 2012. La primera temporada contó con 65 episodios. El final del reality fue el día 8 de diciembre de 2012 y tuvo como ganadora a María Renee Núñez.

#### Desafiantes
| Desafiantes               | Edad | Origen               | Origen                   | Ocupación             | Equipo       | Equipo       | Equipo          | Resultado       | Resultado |
| Desafiantes               | Edad | Origen               | Origen                   | Ocupación             | Original     | Prefusión    | Fusión          | Estado          | Día       |
| ------------------------- | ---- | -------------------- | ------------------------ | --------------------- | ------------ | ------------ | --------------- | --------------- | --------- |
| Belem Guerrero            | 38   | Bandera de México    | Ciudad Neza, Edo. Méx.   | Ciclista              | Celebridades |              |                 | 1.ª desterrada  | Día 4     |
| Rafael "Juanito" Acosta   | 54   | Bandera de México    | D. F.                    | Político              | Famosos      |              |                 | 2.º desterrado  | Día 8     |
| Rafael Mercadante         | 39   | Bandera de México    | D. F.                    | Cantante y locutor    | Famosos      |              |                 | 3.er desterrado | Día 12    |
| Jorge "El Travieso" Arce  | 33   | Bandera de México    | Los Mochis, Sin.         | Boxeador profesional  | Famosos      |              |                 | 4.º desterrado  | Día 16    |
| Juan Ruiz                 | 47   | Bandera de México    | D. F.                    | Empresario            | Desconocidos | Desconocidos |                 | 5.º desterrado  | Día 20    |
| Daniel Elbittar           | 33   | Bandera de Venezuela | Caracas                  | Actor y modelo        | Celebridades | Celebridades |                 | 6.º desterrado  | Día 24    |
| Ricardo Casares           | 32   | Bandera de México    | D. F.                    | Presentador           | Celebridades | Celebridades |                 | 7.º desterrado  | Día 28    |
| Lourdes Figueroa          | 24   | Bandera de Guatemala | Cd. de Guatemala         | Miss Guatemala 2009   | Desconocidos | Desconocidos |                 | 8.ª desterrada  | Día 32    |
| Julia Orayen              | 29   | Bandera de Argentina | Argentina                | Edecán                | Famosos      | Celebridades |                 | 9.ª desterrada  | Día 36    |
| Hilario Gerez             | 28   | Bandera de México    | Cancún, Q. Roo           | Empresario            | Desconocidos | Desconocidos |                 | 10.º desterrado | Día 40    |
| Ivonne Montero            | 38   | Bandera de México    | D. F.                    | Actriz y cantante     | Celebridades | Celebridades | Fusión          | 11.ª desterrada | Día 44    |
| Yanilen                   | 26   | Bandera de Cuba      | Venegas                  | Cantante              | Famosos      | Desconocidos | 12.ª desterrada | Día 48          |           |
| Celia Lora                | 28   | Bandera de México    | D. F.                    | Modelo                | Celebridades | Celebridades | 13.ª desterrada | Día 52          |           |
| Mariana Torres            | 26   | Bandera de México    | León, Gto.               | Actriz                | Famosos      | Celebridades | 14.ª desterrada | Día 56          |           |
| Gaby Fernández            | 20   | Bandera de México    | Guadalajara, Jal.        | Modelo                | Desconocidos | Desconocidos | 15.ª desterrada | Día 60          |           |
| Adolfo "El Bofo" Bautista | 33   | Bandera de México    | Dolores Hidalgo, Gto.    | Futbolista            | Celebridades | Celebridades | 16.º desterrado | Día 61          |           |
| Julio César Frías         | 22   | Bandera de México    | Playa del Carmen, Q. Roo | Danzante prehispánico | Desconocidos | Desconocidos | Subcampeón      | Día 62          |           |
| María Renee Núñez         | 22   | Bandera de México    | Hermosillo, Son.         | Estudiante            | Desconocidos | Desconocidos | Ganadora        | Día 62          |           |

#### Historial de votación
| Tabla de votaciones de La isla: El reality (2012) |                      |                      |                      |                      |                      |                      |                      |                      |                      |                      |                      |                      |                      |                      |                      |                      |                      |                      |                |         |        |         |             |
| Etapa                                             | Original             | Original             | Original             | Original             | Original             | Original             | Original             | Prefusión            | Prefusión            | Prefusión            | Prefusión            | Prefusión            | Prefusión            | Prefusión            | Prefusión            | Prefusión            | Fusión               |                      |                |         |        |         |             |
| Capítulo                                          | 4                    | 8                    | 12                   | 12                   | 12                   | 16                   | 16                   | 20                   | 20                   | 24                   | 28                   | 32                   | 32                   | 32                   | 36                   | 40                   | 44                   | 48                   | 52             | 56      | 62     | 64      | 65          |
| ------------------------------------------------- | -------------------- | -------------------- | -------------------- | -------------------- | -------------------- | -------------------- | -------------------- | -------------------- | -------------------- | -------------------- | -------------------- | -------------------- | -------------------- | -------------------- | -------------------- | -------------------- | -------------------- | -------------------- | -------------- | ------- | ------ | ------- | ----------- |
| Equipo                                            | Celebridades         | Famosos              | Famosos              | Famosos              | Famosos              | Famosos              | Famosos              | Desconocidos         | Desconocidos         | Celebridades         | Celebridades         | Desconocidos         | Desconocidos         | Desconocidos         | Celebridades         | Desconocidos         | Fusión               | Fusión               | Fusión         | Fusión  | Fusión | Fusión  | Fusión      |
| Eliminado                                         | Belem                | Juanito              | Julia                | Empate               | Rafa                 | Empate               | El Travieso          | Lourdes              | Juan                 | Daniel               | Ricardo              | Gaby                 | Empate               | Lourdes              | Julia                | Hilario              | Ivonne               | Yanilen              | Celia          | Mariana | Gaby   | El Bofo | Julio César |
| Votos                                             | 4-1-1                | 5-1                  | 4-1                  | 2-2-1                | 1-0                  | 1-1-1-0              | 1-0                  | 3-2-2-1              | 4-2-1                | 6-0                  | 3-0                  | 3-2-1                | 2-2-1-1              | 1-0                  | 4-1                  | 3-2                  | 5-0                  | 5-1-1                |                |         |        |         |             |
| Desafiante                                        | Voto                 | Voto                 | Voto                 | Voto                 | Voto                 | Voto                 | Voto                 | Voto                 | Voto                 | Voto                 | Voto                 | Voto                 | Voto                 | Voto                 | Voto                 | Voto                 | Voto                 | Voto                 | Juego a muerte |         |        |         |             |
| María Renee                                       |                      |                      |                      |                      |                      |                      |                      | Juan                 | Juan                 |                      |                      | Hilario              | Hilario              | N/A                  |                      | Hilario              | Ivonne               | Yanilen              | Yes            |         |        | Yes     | Yes         |
| Julio César                                       |                      |                      |                      |                      |                      |                      |                      | Lourdes              | Juan                 |                      |                      | Lourdes              | Lourdes              | N/A                  |                      | Yanilen              | Ivonne               | Yanilen              |                |         |        | Yes     | No          |
| El Bofo                                           | Belem                |                      |                      |                      |                      |                      |                      |                      |                      | Daniel               | Julia                |                      |                      |                      | Julia                |                      | Ivonne               | Yanilen              |                | Yes     | Yes    | No      |             |
| Gaby                                              |                      |                      |                      |                      |                      |                      |                      | Juan                 | Juan                 |                      |                      | Lourdes              | Lourdes              | Lourdes              |                      | Hilario              | Ivonne               | Yanilen              | Yes            | Yes     | No     |         |             |
| Mariana                                           |                      | Juanito              | Julia                | Rafa                 | N/A                  | Julia                | N/A                  |                      |                      | Daniel               | Julia                |                      |                      |                      | Julia                |                      | María Renee          | Gaby                 | Yes            | No      |        |         |             |
| Celia                                             | Belem                |                      |                      |                      |                      |                      |                      |                      |                      | Daniel               | Ricardo              |                      |                      |                      | Julia                |                      | María Renee          | Yanilen              | No             |         |        |         |             |
| Yanilen                                           |                      | Juanito              | Julia                | El Travieso          | N/A                  | El Travieso          | N/A                  | Gaby                 | María Renee          |                      |                      | Gaby                 | María Renee          | N/A                  |                      | Hilario              | Ivonne               | Celia                |                |         |        |         |             |
| Ivonne                                            | Belem                |                      |                      |                      |                      |                      |                      |                      |                      | Daniel               | Ricardo              |                      |                      |                      | Julia                |                      | María Renee          |                      |                |         |        |         |             |
| Hilario                                           |                      |                      |                      |                      |                      |                      |                      | Lourdes              | Juan                 |                      |                      | Gaby                 | Julio César          | N/A                  |                      | Yanilen              |                      |                      |                |         |        |         |             |
| Julia                                             |                      | Juanito              | Rafa                 | Rafa                 | Rafa                 | Yanilen              | El Travieso          |                      |                      | Daniel               | Ricardo              |                      |                      |                      | El Bofo              |                      |                      |                      |                |         |        |         |             |
| Lourdes                                           |                      |                      |                      |                      |                      |                      |                      | Hilario              | Hilario              |                      |                      | Gaby                 | Julio César          | N/A                  |                      |                      |                      |                      |                |         |        |         |             |
| Ricardo                                           | Ivonne               |                      |                      |                      |                      |                      |                      |                      |                      | Daniel               | Julia                |                      |                      |                      |                      |                      |                      |                      |                |         |        |         |             |
| Daniel                                            | Belem                |                      |                      |                      |                      |                      |                      |                      |                      | Ricardo              |                      |                      |                      |                      |                      |                      |                      |                      |                |         |        |         |             |
| Juan                                              |                      |                      |                      |                      |                      |                      |                      | Lourdes              | María Renee          |                      |                      |                      |                      |                      |                      |                      |                      |                      |                |         |        |         |             |
| El Travieso                                       |                      | Juanito              | Julia                | Mariana              | N/A                  | Mariana              | N/A                  |                      |                      |                      |                      |                      |                      |                      |                      |                      |                      |                      |                |         |        |         |             |
| Rafa                                              |                      | Juanito              | Julia                | Mariana              | N/A                  |                      |                      |                      |                      |                      |                      |                      |                      |                      |                      |                      |                      |                      |                |         |        |         |             |
| Juanito                                           |                      | El Travieso          |                      |                      |                      |                      |                      |                      |                      |                      |                      |                      |                      |                      |                      |                      |                      |                      |                |         |        |         |             |
| Belem                                             | El Bofo              |                      |                      |                      |                      |                      |                      |                      |                      |                      |                      |                      |                      |                      |                      |                      |                      |                      |                |         |        |         |             |
|                                                   |                      |                      |                      |                      |                      |                      |                      |                      |                      |                      |                      |                      |                      |                      |                      |                      |                      |                      |                |         |        |         |             |
| Juez                                              | Decisión para salvar | Decisión para salvar | Decisión para salvar | Decisión para salvar | Decisión para salvar | Decisión para salvar | Decisión para salvar | Decisión para salvar | Decisión para salvar | Decisión para salvar | Decisión para salvar | Decisión para salvar | Decisión para salvar | Decisión para salvar | Decisión para salvar | Decisión para salvar | Decisión para salvar | Decisión para salvar |                |         |        |         |             |
| Fusión                                            |                      |                      |                      |                      |                      |                      |                      |                      |                      |                      |                      |                      |                      |                      |                      |                      | María Renee          | Mariana              |                |         |        |         |             |
| Celebridades                                      | N/A                  | N/A                  | N/A                  | N/A                  | N/A                  | Julia                | Julia                | Lourdes              | Lourdes              | N/A                  | N/A                  | Gaby                 | Gaby                 | Gaby                 | N/A                  | Gaby                 |                      |                      |                |         |        |         |             |
| Desconocidos                                      | Celia                | Julia                | Julia                | Julia                | Julia                | N/A                  | N/A                  | N/A                  | N/A                  | Ricardo              | Julia                | N/A                  | N/A                  | N/A                  | Mariana              | N/A                  |                      |                      |                |         |        |         |             |
| Famosos                                           | N/A                  | N/A                  | N/A                  | N/A                  | N/A                  | N/A                  | N/A                  |                      |                      |                      |                      |                      |                      |                      |                      |                      |                      |                      |                |         |        |         |             |

#### Resultados generales
| María R.  | Juez      | Juez      | Juez      | Gana      | Pierde    | Juez      | Juez      | Pierde    | Juez      | Pierde    | Salvada   | Pierde    | Nominada  | Gana      | Gana      | Nominada  | Ganadora |  |  |  |  |  |  |  |  |  |  |  |  |  |
| Julio     | Juez      | Juez      | Juez      | Gana      | Gana      | Juez      | Juez      | Pierde    | Juez      | Gana      | Salvado   | Salvado   | Salvado   | Salvado   | Salvado   | Finalista | Segundo  |  |  |  |  |  |  |  |  |  |  |  |  |  |
| "El Bofo" | Pierde    | Gana      | Gana      | Juez      | Juez      | Gana      | Gana      | Juez      | Pierde    | Juez      | Gana      | Gana      | Gana      | Nominado  | Nominado  | Eliminado |          |  |  |  |  |  |  |  |  |  |  |  |  |  |
| Gabrielle | Juez      | Juez      | Juez      | Gana      | Pierde    | Juez      | Juez      | Salvada   | Juez      | Salvada   | Pierde    | Pierde    | Nominada  | Nominada  | Eliminada |           |          |  |  |  |  |  |  |  |  |  |  |  |  |  |
| Mariana   | Gana      | Pierde    | Pierde    | Pierde    | Juez      | Pierde    | Pierde    | Juez      | Salvada   | Juez      | Pierde    | Salvada   | Nominada  | Eliminada |           |           |          |  |  |  |  |  |  |  |  |  |  |  |  |  |
| Celia     | Salvada   | Gana      | Gana      | Juez      | Juez      | Pierde    | Pierde    | Juez      | Gana      | Juez      | Pierde    | Pierde    | Eliminada |           |           |           |          |  |  |  |  |  |  |  |  |  |  |  |  |  |
| Yanilén   | Gana      | Pierde    | Pierde    | Pierde    | Inmune    | Juez      | Juez      | Gana      | Juez      | Pierde    | Pierde    | Eliminada |           |           |           |           |          |  |  |  |  |  |  |  |  |  |  |  |  |  |
| Ivonne    | Pierde    | Gana      | Gana      | Juez      | Juez      | Pierde    | Pierde    | Juez      | Pierde    | Juez      | Eliminada |           |           |           |           |           |          |  |  |  |  |  |  |  |  |  |  |  |  |  |
| Hilario   | Juez      | Juez      | Juez      | Gana      | Pierde    | Juez      | Juez      | Pierde    | Juez      | Eliminado |           |           |           |           |           |           |          |  |  |  |  |  |  |  |  |  |  |  |  |  |
| Julia     | Gana      | Salvada   | Salvada   | Salvada   | Juez      | Pierde    | Salvada   | Juez      | Eliminada |           |           |           |           |           |           |           |          |  |  |  |  |  |  |  |  |  |  |  |  |  |
| Lourdes   | Juez      | Juez      | Juez      | Gana      | Salvada   | Juez      | Juez      | Eliminada |           |           |           |           |           |           |           |           |          |  |  |  |  |  |  |  |  |  |  |  |  |  |
| Ricardo   | Pierde    | Gana      | Gana      | Juez      | Juez      | Salvado   | Eliminado |           |           |           |           |           |           |           |           |           |          |  |  |  |  |  |  |  |  |  |  |  |  |  |
| Daniel    | Pierde    | Gana      | Gana      | Juez      | Juez      | Eliminado |           |           |           |           |           |           |           |           |           |           |          |  |  |  |  |  |  |  |  |  |  |  |  |  |
| Juan      | Juez      | Juez      | Juez      | Gana      | Eliminado |           |           |           |           |           |           |           |           |           |           |           |          |  |  |  |  |  |  |  |  |  |  |  |  |  |
| Travieso  | Gana      | Pierde    | Pierde    | Eliminado |           |           |           |           |           |           |           |           |           |           |           |           |          |  |  |  |  |  |  |  |  |  |  |  |  |  |
| Rafael    | Gana      | Pierde    | Eliminado |           |           |           |           |           |           |           |           |           |           |           |           |           |          |  |  |  |  |  |  |  |  |  |  |  |  |  |
| Juanito   | Gana      | Eliminado |           |           |           |           |           |           |           |           |           |           |           |           |           |           |          |  |  |  |  |  |  |  |  |  |  |  |  |  |
| Belem     | Eliminada |           |           |           |           |           |           |           |           |           |           |           |           |           |           |           |          |  |  |  |  |  |  |  |  |  |  |  |  |  |

### Segunda temporada (2013)
Fue estrenada y emitida, el 26 de agosto de 2013. La final fue transmitida el 11 de diciembre del 2013 y tuvo como ganadora a Cecilia Ponce. En esta temporada, la competencia se llevó a cabo en otras locaciones de República Dominicana; donde los 18 concursantes, divididos en tres equipos (Celebridades, Desconocidos y Famosos), se enfrentarán en condiciones de vida desiguales. El actor y conductor Alejandro Lukini, es nuevamente quien da la bienvenida a los participantes.

#### Desafiantes
| Desafiantes            | Desafiantes | Desafiantes               | Desafiantes        | Desafiantes                        | Equipo       | Equipo       | Equipo       | Equipo           | Resultado       | Resultado |
| Nombre                 | Edad        | Origen                    | Origen             | Ocupación                          | Original     | Prefusión    | Prefusión    | Fusión           | Estado          | Día       |
| Nombre                 | Edad        | Origen                    | Origen             | Ocupación                          | Original     | Día 26       | Día 36       | Fusión           | Estado          | Día       |
| ---------------------- | ----------- | ------------------------- | ------------------ | ---------------------------------- | ------------ | ------------ | ------------ | ---------------- | --------------- | --------- |
| Michelle Vieth         | 33          | Bandera de México         | Acapulco, Guerrero | Actriz                             | Celebridades |              |              |                  | Evacuada        | Día 4     |
| Shocker                | 41          | Bandera de México         | Guadalajara, Jal.  | Luchador                           | Famosos      |              |              |                  | 1.er desterrado | Día 8     |
| Vanessa Zambotti       | 31          | Bandera de México         | Parral, Chih.      | Judoca                             | Famosos      |              |              |                  | 2.ª desterrada  | Día 12    |
| Maritere Alessandri    | 40          | Bandera de México         | CDMX               | Presentadora de TV y modelo        | Celebridades |              |              |                  | 3.ª desterrada  | Día 16    |
| Cristina Rangel        | 30          | Bandera de Estados Unidos | Los Ángeles, CA    | Ama de casa                        | Desconocidos |              |              |                  | 4.ª desterrada  | Día 20    |
| Alan                   | 40          | Bandera de México         | CDMX               | Actor y cantante                   | Celebridades |              |              |                  | 5.º desterrado  | Día 24    |
| Daniel "Bad Boy" Rosas | 23          | Bandera de México         | CDMX               | Boxeador                           | Celebridades | Desconocidos |              |                  | 6.º desterrado  | Día 28    |
| Matías Novoa           | 33          | Bandera de Chile          | Valparaíso         | Actor y modelo                     | Famosos      | Desconocidos |              |                  | 7.º desterrado  | Día 32    |
| Carlos Pulido          | 42          | Bandera de México         | Tomatlán, Jal.     | Pescador y buzo                    | Desconocidos | Desconocidos |              |                  | 8.º desterrado  | Día 36    |
| Geraldine Bazán        | 30          | Bandera de México         | CDMX               | Actriz y modelo                    | Famosos      | Celebridades | Celebridades |                  | 9.ª desterrada  | Día 40    |
| Francisco de la O      | 47          | Bandera de México         | CDMX               | Actor y presentador de TV          | Famosos      | Desconocidos | Desconocidos | Fusión           | 10.º desterrado | Día 44    |
| Karen González         | 30          | Bandera de México         | Guadalajara, Jal.  | Modelo                             | Desconocidos | Desconocidos | Desconocidos | 11.ª desterrada  | Día 48          |           |
| Juan Carlos Somoza     | 18          | Bandera de México         | Cancún, Q. Roo     | Estudiante                         | Desconocidos | Celebridades | Desconocidos | 12.º desterrado  | Día 52          |           |
| Ricardo Alcalá         | 31          | Bandera de México         | Chihuahua, Chih.   | Lic. en Administración de Empresas | Desconocidos | Celebridades | Celebridades | 13.er desterrado | Día 56          |           |
| Tania Rincón           | 26          | Bandera de México         | La Piedad, Mich.   | Presentadora de TV y modelo        | Famosos      | Celebridades | Celebridades | 14.ª desterrada  | Día 60          |           |
| Ana Ransanz            | 29          | Bandera de México         | CDMX               | Diseñadora gráfica y triatleta     | Desconocidos | Desconocidos | Desconocidos | 15.ª desterrada  | Día 62          |           |
| Alberto Guerra         | 31          | Bandera de Cuba           | La Habana          | Actor                              | Celebridades | Celebridades | Celebridades | Subcampeón       | Día 62          |           |
| Cecilia Ponce          | 31          | Bandera de Argentina      | Buenos Aires       | Actriz                             | Celebridades | Celebridades | Celebridades | Ganadora         | Día 62          |           |

#### Historial de votación
| Tabla de votaciones de La isla: El reality (2013) |              |          |          |          |              |              |              |              |              |              |              |              |              |              |              |         |         |                |         |        |        |         |
| Etapa                                             | Original     | Original | Original | Original | Original     | Original     | Original     | Prefusión    | Prefusión    | Prefusión    | Prefusión    | Prefusión    | Prefusión    | Prefusión    | Prefusión    | Fusión  |         |                |         |        |        |         |
| Etapa                                             | Original     | Original | Original | Original | Original     | Original     | Original     | Original     | Original     | Original     | Original     | Original     | Original     | Original     | Cambio       | Fusión  |         |                |         |        |        |         |
| Capítulo                                          | 4            | 8        | 8        | 12       | 16           | 20           | 24           | 28           | 28           | 32           | 32           | 36           | 36           | 36           | 40           | 45      | 49      | 53             | 57      | 61     | 64     | 65      |
| ------------------------------------------------- | ------------ | -------- | -------- | -------- | ------------ | ------------ | ------------ | ------------ | ------------ | ------------ | ------------ | ------------ | ------------ | ------------ | ------------ | ------- | ------- | -------------- | ------- | ------ | ------ | ------- |
| Equipo                                            | Celebridades | Famosos  | Famosos  | Famosos  | Celebridades | Desconocidos | Celebridades | Desconocidos | Desconocidos | Desconocidos | Desconocidos | Desconocidos | Celebridades | Desconocidos | Celebridades | Fusión  | Fusión  | Fusión         | Fusión  | Fusión | Fusión | Fusión  |
| Eliminado                                         | Michelle     | Vetado   | Shocker  | Vanessa  | Maritere     | Cristina     | Alan         | Vetado       | Bad Boy      | Vetado       | Matías       | Carlos       | Empate       | Juan Carlos  | Geraldine    | Paco    | Karen   | Juan Carlos    | Ricardo | Tania  | Ana    | Alberto |
| Voto                                              | N/A          | 5-1      | 5-1      | 4-1      | 4-1          | 5-1          | 3-1          | 5-1          | 5-1          | 3-2          | 3-1-1        | 9-1          | 2-2-1-1      | Consenso     | 3-1-1        | 7-1     | 5-1-1   |                |         |        |        |         |
| Desafiante                                        | Voto         | Voto     | Voto     | Voto     | Voto         | Voto         | Voto         | Voto         | Voto         | Voto         | Voto         | Voto         | Voto         | Voto         | Voto         | Voto    | Voto    | Juego a muerte |         |        |        |         |
| Ceci                                              |              |          |          |          | Maritere     |              | Alan         |              |              |              |              | Carlos       | Juan Carlos  |              | Geraldine    | Paco    | Karen   |                |         |        | Yes    | Yes     |
| Alberto                                           |              |          |          |          | Maritere     |              | Alan         |              |              |              |              | Carlos       | Geraldine    |              | Geraldine    | Paco    | Karen   |                |         | Yes    | Yes    | No      |
| Ana                                               |              |          |          |          |              | Cristina     |              | Paco         | Bad Boy      | Karen        | Carlos       | Carlos       |              | Juan Carlos  |              | Paco    | Karen   |                |         |        | No     |         |
| Tania                                             |              | Vanessa  | Shocker  | Vanessa  |              |              |              |              |              |              |              | Carlos       | Ceci         |              | Alberto      | Paco    | Karen   | Yes            | Yes     | No     |        |         |
| Ricardo                                           |              |          |          |          |              | Cristina     |              |              |              |              |              | Carlos       | Tania        |              | Geraldine    | Paco    | Alberto |                | No      |        |        |         |
| Juan Carlos                                       |              |          |          |          |              | Cristina     |              |              |              |              |              | Carlos       | Tania        |              |              | Paco    | Karen   | No             |         |        |        |         |
| Karen                                             |              |          |          |          |              | Cristina     |              | Paco         | Bad Boy      | Ana          | Matías       | Carlos       |              | Juan Carlos  |              | Paco    | Ana     |                |         |        |        |         |
| Paco                                              |              | Vanessa  | Shocker  | Vanessa  |              |              |              | Bad Boy      | Bad Boy      | Karen        | Matías       | Carlos       |              | Juan Carlos  |              | Ricardo |         |                |         |        |        |         |
| Geraldine                                         |              | Vanessa  | Shocker  | Vanessa  |              |              |              |              |              |              |              | Carlos       | Juan Carlos  |              | Tania        |         |         |                |         |        |        |         |
| Carlos                                            |              |          |          |          |              | Cristina     |              | Paco         | Bad Boy      | Ana          | Matías       | Ceci         |              |              |              |         |         |                |         |        |        |         |
| Matías                                            |              | Vanessa  | Shocker  | Vanessa  |              |              |              | Paco         | Bad Boy      | Karen        | Ana          |              |              |              |              |         |         |                |         |        |        |         |
| Bad Boy                                           |              |          |          |          | Maritere     |              | Alan         | Paco         | Matías       |              |              |              |              |              |              |         |         |                |         |        |        |         |
| Alan                                              |              |          |          |          | Maritere     |              | Bad Boy      |              |              |              |              |              |              |              |              |         |         |                |         |        |        |         |
| Cristina                                          |              |          |          |          |              | Juan Carlos  |              |              |              |              |              |              |              |              |              |         |         |                |         |        |        |         |
| Maritere                                          |              |          |          |          | Alberto      |              |              |              |              |              |              |              |              |              |              |         |         |                |         |        |        |         |
| Vanessa                                           |              | Paco     | Shocker  | Paco     |              |              |              |              |              |              |              |              |              |              |              |         |         |                |         |        |        |         |
| Shocker                                           |              | Vanessa  | Matías   |          |              |              |              |              |              |              |              |              |              |              |              |         |         |                |         |        |        |         |
| Michelle                                          | Evacuada     |          |          |          |              |              |              |              |              |              |              |              |              |              |              |         |         |                |         |        |        |         |

#### Resultados generales
| Ceci      | Pierde   | Juez      | Gana      | Pierde    | Gana      | Pierde    | Juez      | Juez      | Pierde    | Pierde    | Salvada   | Salvada   | Gana      | Salvada   | Salvada   | Finalista | Ganadora |  |  |  |  |  |  |  |  |  |  |  |  |  |
| Alberto   | Pierde   | Juez      | Gana      | Pierde    | Gana      | Pierde    | Juez      | Juez      | Pierde    | Pierde    | Gana      | Pierde    | Salvado   | Pierde    | Nominado  | Nominado  | Segundo  |  |  |  |  |  |  |  |  |  |  |  |  |  |
| Ana       | Juez     | Gana      | Juez      | Juez      | Pierde    | Gana      | Pierde    | Pierde    | Juez      | Juez      | Pierde    | Pierde    | Pierde    | Gana      | Gana      | Eliminada |          |  |  |  |  |  |  |  |  |  |  |  |  |  |
| Tania     | Gana     | Pierde    | Pierde    | Gana      | Juez      | Juez      | Juez      | Juez      | Pierde    | Pierde    | Pierde    | Pierde    | Nominada  | Nominada  | Eliminada |           |          |  |  |  |  |  |  |  |  |  |  |  |  |  |
| Ricardo   | Juez     | Gana      | Juez      | Juez      | Pierde    | Gana      | Juez      | Juez      | Pierde    | Gana      | Pierde    | Gana      | Pierde    | Eliminado |           |           |          |  |  |  |  |  |  |  |  |  |  |  |  |  |
| Juan      | Juez     | Gana      | Juez      | Juez      | Pierde    | Gana      | Juez      | Juez      | Pierde    | Juez      | Pierde    | Pierde    | Eliminado |           |           |           |          |  |  |  |  |  |  |  |  |  |  |  |  |  |
| Karen     | Juez     | Gana      | Juez      | Juez      | Pierde    | Gana      | Pierde    | Veto      | Juez      | Juez      | Pierde    | Eliminada |           |           |           |           |          |  |  |  |  |  |  |  |  |  |  |  |  |  |
| Paco      | Gana     | Pierde    | Pierde    | Gana      | Juez      | Juez      | Veto      | Gana      | Juez      | Juez      | Eliminado |           |           |           |           |           |          |  |  |  |  |  |  |  |  |  |  |  |  |  |
| Geraldine | Gana     | Pierde    | Pierde    | Gana      | Juez      | Juez      | Juez      | Juez      | Pierde    | Eliminada |           |           |           |           |           |           |          |  |  |  |  |  |  |  |  |  |  |  |  |  |
| Carlos    | Juez     | Gana      | Juez      | Juez      | Pierde    | Gana      | Gana      | Pierde    | Eliminado |           |           |           |           |           |           |           |          |  |  |  |  |  |  |  |  |  |  |  |  |  |
| Matías    | Gana     | Pierde    | Pierde    | Gana      | Juez      | Juez      | Pierde    | Eliminado |           |           |           |           |           |           |           |           |          |  |  |  |  |  |  |  |  |  |  |  |  |  |
| Bad Boy   | Pierde   | Juez      | Gana      | Pierde    | Gana      | Pierde    | Eliminado |           |           |           |           |           |           |           |           |           |          |  |  |  |  |  |  |  |  |  |  |  |  |  |
| Alan      | Pierde   | Juez      | Gana      | Pierde    | Gana      | Eliminado |           |           |           |           |           |           |           |           |           |           |          |  |  |  |  |  |  |  |  |  |  |  |  |  |
| Cristina  | Juez     | Gana      | Juez      | Juez      | Eliminada |           |           |           |           |           |           |           |           |           |           |           |          |  |  |  |  |  |  |  |  |  |  |  |  |  |
| Maritere  | Pierde   | Juez      | Gana      | Eliminada |           |           |           |           |           |           |           |           |           |           |           |           |          |  |  |  |  |  |  |  |  |  |  |  |  |  |
| Vanessa   | Gana     | Veto      | Eliminada |           |           |           |           |           |           |           |           |           |           |           |           |           |          |  |  |  |  |  |  |  |  |  |  |  |  |  |
| Shocker   | Gana     | Eliminado |           |           |           |           |           |           |           |           |           |           |           |           |           |           |          |  |  |  |  |  |  |  |  |  |  |  |  |  |
| Michelle  | Abandona |           |           |           |           |           |           |           |           |           |           |           |           |           |           |           |          |  |  |  |  |  |  |  |  |  |  |  |  |  |

### Tercera temporada (2014)
En la tercera temporada los equipos fueron conocidos ahora como Los "Jaguares", "Monos" y "Serpientes"; los dos primeros conformados por los 12 artistas del espectáculo (6 en cada equipo) y el último por las 6 personas desconocidas, además de que se conservan los mismos colores.
Estrenó el 14 de julio de 2014 por Azteca 7. La Gran Final fue transmitida el 30 de octubre del respectivo año; una final inesperada gracias al accidente que sufrió la finalista Delia García, por lo cual tuvo que escoger un reemplazo para que compitiera la Final en su nombre, eligiendo a Fernando Alonso; pero finalmente el ganador de la prueba por los 2 Millones de Pesos fue Francisco Covarrubias.

#### Participantes
|                    |                       | Edad                        | Ocupación       | Equipo    | Equipo    | Equipo  | Votos | Duración                      | Información |
| ------------------ | --------------------- | --------------------------- | --------------- | --------- | --------- | ------- | ----- | ----------------------------- | ----------- |
|                    | Francisco Covarrubias | 34                          | Maestro de yoga | Serpiente | Serpiente | Caracol | 0     | 65                            | Ganador     |
| Delia García       | 24                    | Diseñadora de modas         | Serpiente       | Mono      | Caracol   | 4       | 65    | 2.º Lugar                     |             |
| Enrique Manica     | 26                    | Estudiante de comunicación  | Serpiente       | Mono      | Caracol   | 4       | 62    | 15.º eliminado                |             |
| Carla Arredondo    | 18                    | Estudiante                  | Serpiente       | Serpiente | Caracol   | 11      | 60    | 14.ª eliminada                |             |
| Luisito Rey        | 25                    | Videoblogger                | Serpiente       | Serpiente | Caracol   | 8       | 56    | 13.º eliminado                |             |
| Armando Torrea     | 30                    | Actor                       | Mono            | Mono      | Caracol   | 1       | 52    | 12.º eliminado                |             |
| Sylvia Sáenz       | 27                    | Actriz                      | Mono            | Mono      | Caracol   | 3       | 48    | 11.ª eliminada                |             |
| Sylvia Sáenz       | 27                    | Actriz                      | Mono            | Serpiente | Caracol   | 3       | 48    | 11.ª eliminada                |             |
| Fernando Alonso    | 34                    | Actor                       | Mono            | Mono      | Caracol   | 5       | 40    | 10.º eliminado                |             |
| Chacho Gaytán      | 45                    | Músico y Compositor         | Jaguar          | Serpiente |           | 4       | 36    | 9.º eliminado                 |             |
| Chacho Gaytán      | 45                    | Músico y Compositor         | Jaguar          | Mono      |           | 4       | 36    | 9.º eliminado                 |             |
| Regina Murguía     | 28                    | Cantante y actriz           | Jaguar          | Mono      |           | 8       | 32    | 8.ª eliminada                 |             |
| Jimena Ochoa       | 24                    | Surfista y Modelo           | Mono            | Mono      |           | 3       | 28    | 7.ª eliminada                 |             |
| Gabriela Vergara   | 39                    | Actriz                      | Mono            | Serpiente |           | 3       | 24    | 6.ª eliminada                 |             |
| Nara Falcón        | 31                    | Atleta olímpica             | Jaguar          | Serpiente |           | 4       | 20    | 5.ª eliminada                 |             |
| Víctor González    | 40                    | Actor                       | Mono            | Serpiente |           | 0       | 17    | Abandona                      |             |
| Dr. Wagner, Jr.    | 48                    | Luchador                    | Jaguar          |           |           | 2       | 16    | 4.º eliminado                 |             |
| Julio César Chávez | 51                    | Ex Boxeador                 | Jaguar          |           |           | 5       | 12    | 3.º eliminado                 |             |
| Bárbara de Regil   | 26                    | Actriz                      | Serpiente       |           |           | 3       | 8     | 2.ª eliminada / 1.ª eliminada |             |
| Bárbara de Regil   | 26                    | Actriz                      | Jaguar          |           |           | 3       | 8     | 2.ª eliminada / 1.ª eliminada |             |
| Andrea Riquelme    | 47                    | Instructora de Pole Fitness | Serpiente       |           |           | 0       | 5     | Abandona                      |             |

#### Historial de votación
| Tabla de votaciones de La isla: El reality (2014) |             |             |            |           |           |                |            |                     |             |            |          |            |           |             |            |                  |            |                 |            |                |            |           |                |            |                 |                 |          |                |                |         |                |         |         |         |         |         |
| Etapa                                             | Original    | Original    | Original   | Original  | Original  | Original       | Original   | Original            | Original    | Original   | Original | Original   | Prefusión | Prefusión   | Prefusión  | Prefusión        | Prefusión  | Prefusión       | Prefusión  | Prefusión      | Prefusión  | Prefusión | Prefusión      | Prefusión  | Fusión          |                 |          |                |                |         |                |         |         |         |         |         |
| Etapa                                             | Día 1       | Día 1       | Día 1      | Día 1     | Día 6     | Día 6          | Día 6      | Día 6               | Día 6       | Día 6      | Día 6    | Día 6      | Día 17    | Día 18      | Día 18     | Día 18           | Día 18     | Día 18          | Día 18     | Día 18         | Día 18     | Día 18    | Día 18         | Día 18     | Fusión          |                 |          |                |                |         |                |         |         |         |         |         |
| Capítulo                                          | 4           | 4           | 4          | 5         | 8         | 8              | 8          | 12                  | 12          | 16         | 16       | 16         | 17        | 20          | 20         | 24               | 24         | 28              | 28         | 32             | 32         | 36        | 36             | 36         | 40              | 40              | 40       | 44             | 44             | 44      | 48             | 52      | 56      | 60      | 63      | 64      |
| ------------------------------------------------- | ----------- | ----------- | ---------- | --------- | --------- | -------------- | ---------- | ------------------- | ----------- | ---------- | -------- | ---------- | --------- | ----------- | ---------- | ---------------- | ---------- | --------------- | ---------- | -------------- | ---------- | --------- | -------------- | ---------- | --------------- | --------------- | -------- | -------------- | -------------- | ------- | -------------- | ------- | ------- | ------- | ------- | ------- |
| Equipo                                            | Jaguar      | Jaguar      | Jaguar     | Serpiente | Serpiente | Serpiente      | Serpiente  | Jaguar              | Jaguar      | Jaguar     | Jaguar   | Jaguar     | Serpiente | Serpiente   | Serpiente  | Serpiente        | Serpiente  | Mono            | Mono       | Mono           | Mono       | Serpiente | Serpiente      | Serpiente  | Caracol         | Caracol         | Caracol  | Caracol        | Caracol        | Caracol | Caracol        | Caracol | Caracol | Caracol | Caracol | Caracol |
| Desterrado                                        | Regina      | Bárbara     | Bárbara    | Andrea    | Empate    | Bárbara, Carla | Bárbara    | Julio César, Regina | Julio César | Dr. Wagner | Nara     | Dr. Wagner | Víctor    | Nara, Carla | Nara       | Chacho, Gabriela | Gabriela   | Enrique, Jimena | Jimena     | Sylvia, Regina | Regina     | Chacho    | Carla, Luisito | Chacho     | Fernando, Carla | Fernando, Carla | Fernando | Delia, Luisito | Delia, Luisito | Delia   | Sylvia         | Armando | Luisito | Carla   | Enrique | Delia   |
| Votos                                             | 4-1-1       | 3-1         | Mono       | N/A       | 2-2-2     | 0-0-3          | Mono       | 4-1                 | Serpiente   | 2-1-1      | 2-0      | Serpiente  | N/A       | 3-2-1       | Mono       | 2-2-1            | Mono       | 4-3             | Serpiente  | 3-2-1          | Serpiente  | 2-1-1     | 1-1            | Mono       | 5-4             | 5-4             | 5-1      | 4-4            | 4-4            | 3-2     |                |         |         |         |         |         |
| Desafiante                                        | Voto        | Voto        | Voto       | Voto      | Voto      | Voto           | Voto       | Voto                | Voto        | Voto       | Voto     | Voto       | Voto      | Voto        | Voto       | Voto             | Voto       | Voto            | Voto       | Voto           | Voto       | Voto      | Voto           | Voto       | Voto            | Voto            | Voto     | Voto           | Voto           | Voto    | Juego a muerte |         |         |         |         |         |
| Francisco                                         |             |             |            |           | Luisito   | Luisito        | N/A        |                     | Julio César |            |          | Dr. Wagner |           | Nara        | N/A        | Gabriela         | N/A        |                 | Jimena     |                | Regina     | Carla     | Luisito        | N/A        | Fernando        | Fernando        | Fernando | Delia          | Delia          | Delia   |                |         |         |         |         | Yes     |
| Delia                                             |             |             |            |           | Carla     | Luisito        | N/A        |                     | Julio César |            |          | Dr. Wagner |           |             | Nara       |                  | Gabriela   | Enrique         | N/A        | Regina         | N/A        |           |                | Chacho     | Carla           | Carla           | Fernando | Luisito        | Luisito        | N/A     |                | Yes     |         |         |         | No      |
| Enrique                                           |             |             |            |           | Luisito   | Luisito        | N/A        |                     | Julio César |            |          | Dr. Wagner |           |             | Nara       |                  | Gabriela   | Jimena          | Salvado    | Regina         | N/A        |           |                | Chacho     | Fernando        | Fernando        | Fernando | Delia          | Delia          | Delia   |                |         | Yes     | Yes     | No      |         |
| Carla                                             |             |             |            |           | Bárbara   | N/A            | Salvada    |                     | Julio César |            |          | Dr. Wagner |           | Nara        | Salvada    | Luisito          | N/A        |                 | Jimena     |                | Regina     | Chacho    | N/A            | Salvada    | Fernando        | Fernando        | N/A      | Delia          | Delia          | Delia   |                |         |         | No      |         |         |
| Luisito                                           |             |             |            |           | Luisito   | N/A            | N/A        |                     | Julio César |            |          | Dr. Wagner |           | Nara        | N/A        | Chacho           | N/A        |                 | Jimena     |                | Regina     | Chacho    | N/A            | Salvado    | Fernando        | Fernando        | Fernando | Delia          | Delia          | N/A     |                |         | No      |         |         |         |
| Armando                                           |             |             | Bárbara    |           |           |                | Bárbara    |                     |             |            |          |            |           |             | Nara       |                  | Gabriela   | Jimena          | N/A        | Sylvia         | N/A        |           |                | Chacho     | Carla           | Carla           | Carla    | Luisito        | Luisito        | Luisito | Yes            | No      |         |         |         |         |
| Sylvia                                            |             |             | Bárbara    |           |           |                | Bárbara    |                     |             |            |          |            |           |             | Nara       |                  | Gabriela   | Jimena          | N/A        | Delia          | Salvada    |           |                | Chacho     | Fernando        | Fernando        | Fernando | Luisito        | Luisito        | Luisito | No             |         |         |         |         |         |
| Fernando                                          |             |             | Bárbara    |           |           |                | Bárbara    |                     |             |            |          |            |           |             | Nara       |                  | Gabriela   | Jimena          | N/A        | Sylvia         | N/A        |           |                | Chacho     | Carla           | Carla           | N/A      |                |                |         |                |         |         |         |         |         |
| Chacho                                            | Regina      | Bárbara     | N/A        |           |           |                |            | Julio César         | N/A         | Nara       | Nara     | N/A        |           | Carla       | N/A        | Gabriela         | Salvado    |                 | Jimena     |                | Regina     | Luisito   | Carla          | Desterrada |                 |                 |          |                |                |         |                |         |         |         |         |         |
| Regina                                            | Julio César | Julio César | Salvada    |           |           |                |            | Julio César         | Salvada     | Dr. Wagner | N/A      | N/A        |           |             | Nara       |                  | Gabriela   | Enrique         | N/A        | Sylvia         | Desterrada |           |                |            |                 |                 |          |                |                |         |                |         |         |         |         |         |
| Jimena                                            |             |             | Bárbara    |           |           |                | Bárbara    |                     |             |            |          |            |           |             | Nara       |                  | Gabriela   | Enrique         | Desterrada |                |            |           |                |            |                 |                 |          |                |                |         |                |         |         |         |         |         |
| Gabriela                                          |             |             | Bárbara    |           |           |                | Bárbara    |                     |             |            |          |            |           | Carla       | N/A        | Chacho           | Desterrada |                 |            |                |            |           |                |            |                 |                 |          |                |                |         |                |         |         |         |         |         |
| Nara                                              | Bárbara     | Bárbara     | N/A        |           |           |                |            | Julio César         | N/A         | Dr. Wagner | N/A      | Salvada    |           | Gabriela    | Desterrada |                  |            |                 |            |                |            |           |                |            |                 |                 |          |                |                |         |                |         |         |         |         |         |
| Víctor                                            |             |             | Bárbara    |           |           |                | Bárbara    |                     |             |            |          |            | Evacuado  |             |            |                  |            |                 |            |                |            |           |                |            |                 |                 |          |                |                |         |                |         |         |         |         |         |
| Dr. Wagner                                        | Regina      | Bárbara     | N/A        |           |           |                |            | Julio César         | N/A         | Regina     | Nara     | Desterrada |           |             |            |                  |            |                 |            |                |            |           |                |            |                 |                 |          |                |                |         |                |         |         |         |         |         |
| Julio César                                       | Regina      | N/A         | N/A        |           |           |                |            | Regina              | Desterrada  |            |          |            |           |             |            |                  |            |                 |            |                |            |           |                |            |                 |                 |          |                |                |         |                |         |         |         |         |         |
| Bárbara                                           | Regina      | N/A         | Desterrada |           | Luisito   | N/A            | Desterrada |                     |             |            |          |            |           |             |            |                  |            |                 |            |                |            |           |                |            |                 |                 |          |                |                |         |                |         |         |         |         |         |
| Andrea                                            |             |             |            | Evacuada  |           |                |            |                     |             |            |          |            |           |             |            |                  |            |                 |            |                |            |           |                |            |                 |                 |          |                |                |         |                |         |         |         |         |         |

#### Resultados generales
| Francisco | Gana      | Pierde   | Pierde   | Juez      | Juez      | Pierde    | Gana      | Juez      | Juez      | Gana      | Pierde    | Salvado  | Pierde    | Gana      | Salvado   | Salvado   | Nominado  | Ganador |  |  |  |  |  |  |  |  |  |  |  |  |  |  |  |  |
| Delia     | Gana      | Pierde   | Pierde   | Juez      | Juez      | Juez      | Juez      | Pierde    | Pierde    | Juez      | Pierde    | Veto     | Pierde    | Nominada  | Gana      | Gana      | Finalista | Segunda |  |  |  |  |  |  |  |  |  |  |  |  |  |  |  |  |
| Enrique   | Gana      | Pierde   | Pierde   | Juez      | Juez      | Juez      | Juez      | Nominado  | Pierde    | Juez      | Pierde    | Pierde   | Pierde    | Pierde    | Nominado  | Nominado  | Eliminado |         |  |  |  |  |  |  |  |  |  |  |  |  |  |  |  |  |
| Carla     | Gana      | Nominada | Nominada | Juez      | Juez      | Nominada  | Pierde    | Juez      | Juez      | Nominada  | Nominada  | Pierde   | Salvada   | Pierde    | Pierde    | Eliminada |           |         |  |  |  |  |  |  |  |  |  |  |  |  |  |  |  |  |
| Luisito   | Gana      | Pierde   | Pierde   | Juez      | Juez      | Gana      | Pierde    | Juez      | Juez      | Nominado  | Pierde    | Nominado | Gana      | Salvado   | Eliminado |           |           |         |  |  |  |  |  |  |  |  |  |  |  |  |  |  |  |  |
| Armando   | Juez      | Juez     | Juez     | Gana      | Gana      | Juez      | Juez      | Pierde    | Pierde    | Juez      | Salvado   | Pierde   | Nominado  | Eliminado |           |           |           |         |  |  |  |  |  |  |  |  |  |  |  |  |  |  |  |  |
| Sylvia    | Juez      | Juez     | Juez     | Gana      | Gana      | Juez      | Juez      | Pierde    | Nominada  | Juez      | Pierde    | Pierde   | Eliminada |           |           |           |           |         |  |  |  |  |  |  |  |  |  |  |  |  |  |  |  |  |
| Fernando  | Juez      | Juez     | Juez     | Gana      | Gana      | Juez      | Juez      | Gana      | Gana      | Juez      | Eliminado |          |           |           |           |           |           |         |  |  |  |  |  |  |  |  |  |  |  |  |  |  |  |  |
| Chacho    | Pierde    | Gana     | Gana     | Pierde    | Pierde    | Inmune    | Nominado  | Juez      | Juez      | Eliminado |           |          |           |           |           |           |           |         |  |  |  |  |  |  |  |  |  |  |  |  |  |  |  |  |
| Regina    | Nominada  | Gana     | Gana     | Nominada  | Pierde    | Juez      | Juez      | Pierde    | Eliminada |           |           |          |           |           |           |           |           |         |  |  |  |  |  |  |  |  |  |  |  |  |  |  |  |  |
| Jimena    | Juez      | Juez     | Juez     | Gana      | Gana      | Juez      | Juez      | Eliminada |           |           |           |          |           |           |           |           |           |         |  |  |  |  |  |  |  |  |  |  |  |  |  |  |  |  |
| Gabriela  | Juez      | Juez     | Juez     | Gana      | Gana      | Pierde    | Eliminada |           |           |           |           |          |           |           |           |           |           |         |  |  |  |  |  |  |  |  |  |  |  |  |  |  |  |  |
| Nara      | Pierde    | Gana     | Gana     | Pierde    | Nominada  | Eliminada |           |           |           |           |           |          |           |           |           |           |           |         |  |  |  |  |  |  |  |  |  |  |  |  |  |  |  |  |
| Víctor    | Juez      | Juez     | Juez     | Gana      | Gana      | Abandona  |           |           |           |           |           |          |           |           |           |           |           |         |  |  |  |  |  |  |  |  |  |  |  |  |  |  |  |  |
| Wagner    | Pierde    | Gana     | Gana     | Pierde    | Eliminado |           |           |           |           |           |           |          |           |           |           |           |           |         |  |  |  |  |  |  |  |  |  |  |  |  |  |  |  |  |
| Julio C.  | Pierde    | Gana     | Gana     | Eliminado |           |           |           |           |           |           |           |          |           |           |           |           |           |         |  |  |  |  |  |  |  |  |  |  |  |  |  |  |  |  |
| Bárbara   | Eliminada | Regr.    | Elim.    |           |           |           |           |           |           |           |           |          |           |           |           |           |           |         |  |  |  |  |  |  |  |  |  |  |  |  |  |  |  |  |
| Andrea    | Gana      | Abandona | Abandona |           |           |           |           |           |           |           |           |          |           |           |           |           |           |         |  |  |  |  |  |  |  |  |  |  |  |  |  |  |  |  |

### Cuarta temporada (2015)
En la Cuarta temporada los equipos volvieron a cambiar de nombre, más no de color; teniendo como sus nuevas denominaciones "Fuego", "Tierra" y "Agua", además de que cada equipo ahora tiene 4 artistas del espectáculo y 2 personas desconocidas.
La Cuarta temporada fue estrenada el 31 de agosto de 2015 por Azteca 7, contando esta vez con 12 famosos y 12 desconocidos; pero estos últimos se enfrentaron en el primer capítulo por 6 lugares disponible en la Competencia donde dejarían a la otra mitad fuera. La Gran Final se transmitió el 17 de diciembre de 2015, teniendo como ganador el ganador de los 2 Millones de Pesos a Jorge Lyle.

#### Participantes
|                       |            | Edad                               | Ocupación                           | Equipo | Equipo | Equipo | Votos | Duración       | Información |
| --------------------- | ---------- | ---------------------------------- | ----------------------------------- | ------ | ------ | ------ | ----- | -------------- | ----------- |
|                       | Jorge Lyle | 34                                 | Lic. en Ciencias de la Comunicación | Tierra | Agua   | Aire   | 7     | 65             | Ganador     |
| Jorge Alberti         | 37         | Actor                              | Fuego                               | Fuego  | Aire   | 5      | 65    | 2.º Lugar      |             |
| "Intocable"           | 38         | Luchador Profesional               | Tierra                              | Fuego  | Aire   | 7      | 63    | 16.º eliminado |             |
| Daniela Buendía       | 34         | Publicista                         | Tierra                              | Fuego  | Aire   | 5      | 61    | 15.ª eliminada |             |
| María Fernanda Quiroz | 28         | Actriz                             | Fuego                               | Fuego  | Aire   | 1      | 57    | 14.ª eliminada |             |
| Deborah Portela       | 22         | Acróbata                           | Agua                                | Agua   | Aire   | 8      | 53    | 13.ª eliminada |             |
| Ana La Salvia         | 39         | Actriz y Conductora                | Agua                                | Agua   | Aire   | 3      | 49    | 12.ª eliminada |             |
| Roberto Pérez         | 40         | Instructor de Defensa Personal     | Agua                                | Agua   | Aire   | 3      | 45    | 11.º eliminado |             |
| Jorge Luis Vázquez    | 35         | Actor                              | Agua                                | Fuego  | Aire   | 0      | 36    | 10.º eliminado |             |
| José Antonio Ferreira | 31         | Trabajador Ferroviario             | Fuego                               | Fuego  |        | 0      | 36    | 9.º eliminado  |             |
| Karla Díaz            | 30         | Cantante                           | Fuego                               | Fuego  |        | 9      | 32    | 8.ª eliminada  |             |
| Pepe Díaz             | 31         | Empresario                         | Tierra                              | Agua   |        | 5      | 28    | 7.º eliminado  |             |
| Vero de la Garza      | 30         | Cantante                           | Agua                                | Agua   |        | 1      | 24    | 6.ª eliminada  |             |
| Sergio Bernal         | 45         | Exportero de fútbol                | Agua                                |        |        | 5      | 20    | 5.º eliminado  |             |
| Stefanía Ebergenyi    | 20         | Estudiante de Turismo y Comedia    | Fuego                               |        |        | 3      | 16    | 4.ª eliminada  |             |
| Carolina Miranda      | 24         | Actriz                             | Tierra                              |        |        | 7      | 12    | 3.ª eliminada  |             |
| Xavier Ocampo         | 35         | Torero                             | Fuego                               |        |        | 3      | 8     | 2.º eliminado  |             |
| Marisol Grajales      | 28         | DJ y Modelo                        | Tierra                              |        |        | 2      | 4     | 1.ª eliminada  |             |
| Alonso Cabrera        | 32         | Comerciante y Albañil              |                                     |        |        |        |       | Eliminado      |             |
| Claudia Álvarez       | 47         | Ama de Casa                        |                                     |        |        |        |       | Eliminada      |             |
| Caro Rodríguez        | 29         | Modelo e Instructora de Fitness    |                                     |        |        |        |       | Eliminada      |             |
| Emilio Tassia         | 27         | Tec. en Administración de Empresas |                                     |        |        |        |       | Eliminado      |             |
| Laura Chapital        | 37         | Ama de Casa                        |                                     |        |        |        |       | Eliminada      |             |

#### Resultados generales
| Jorge. L   | Entra     | Pierde    | Juez      | Pierde    | Gana      | Juez      | Pierde    | Pierde    | Juez      | Juez      | Nominado  | Pierde    | Inmune    | Salvado   | Salvado   | Gana      | Nominado  | Ganador |  |  |  |  |  |  |  |  |  |  |  |  |  |  |  |  |
| Jorge. A   | Entra     | Gana      | Pierde    | Juez      | Pierde    | Gana      | Juez      | Juez      | Pierde    | Inmune    | Gana      | Pierde    | Salvado   | Gana      | Nominado  | Salvado   | Finalista | Segundo |  |  |  |  |  |  |  |  |  |  |  |  |  |  |  |  |
| Intocable  | Entra     | Pierde    | Juez      | Pierde    | Gana      | Juez      | Juez      | Juez      | Nominado  | Nominado  | Pierde    | Pierde    | Pierde    | Pierde    | Gana      | Nominado  | Eliminado |         |  |  |  |  |  |  |  |  |  |  |  |  |  |  |  |  |
| Daniela    | Entra     | Pierde    | Juez      | Pierde    | Gana      | Juez      | Juez      | Juez      | Pierde    | Gana      | Pierde    | Salvada   | Salvada   | Nominada  | Pierde    | Eliminada |           |         |  |  |  |  |  |  |  |  |  |  |  |  |  |  |  |  |
| Ferka      | Entra     | Gana      | Pierde    | Juez      | Pierde    | Gana      | Juez      | Juez      | Pierde    | Inmune    | Pierde    | Salvada   | Pierde    | Pierde    | Eliminada |           |           |         |  |  |  |  |  |  |  |  |  |  |  |  |  |  |  |  |
| Deborah    | Entra     | Juez      | Gana      | Gana      | Juez      | Nominada  | Nominada  | Nominada  | Juez      | Juez      | Pierde    | Pierde    | Gana      | Eliminada |           |           |           |         |  |  |  |  |  |  |  |  |  |  |  |  |  |  |  |  |
| Ana        | Entra     | Juez      | Gana      | Gana      | Juez      | Pierde    | Pierde    | Pierde    | Juez      | Juez      | Salvada   | Gana      | Eliminada |           |           |           |           |         |  |  |  |  |  |  |  |  |  |  |  |  |  |  |  |  |
| Roberto    | Entra     | Juez      | Gana      | Gana      | Juez      | Pierde    | Gana      | Gana      | Juez      | Juez      | Salvado   | Eliminado |           |           |           |           |           |         |  |  |  |  |  |  |  |  |  |  |  |  |  |  |  |  |
| Jorge Luis | Entra     | Juez      | Gana      | Gana      | Juez      | Pierde    | Juez      | Juez      | Gana      | Inmune    | Eliminado |           |           |           |           |           |           |         |  |  |  |  |  |  |  |  |  |  |  |  |  |  |  |  |
| José A.    | Entra     | Gana      | Pierde    | Juez      | Pierde    | Gana      | Juez      | Juez      | Pierde    | Eliminado |           |           |           |           |           |           |           |         |  |  |  |  |  |  |  |  |  |  |  |  |  |  |  |  |
| Karla      | Entra     | Gana      | Nominada  | Juez      | Nominada  | Gana      | Juez      | Juez      | Eliminada |           |           |           |           |           |           |           |           |         |  |  |  |  |  |  |  |  |  |  |  |  |  |  |  |  |
| Pepe       | Entra     | Pierde    | Juez      | Nominado  | Gana      | Juez      | Pierde    | Eliminado |           |           |           |           |           |           |           |           |           |         |  |  |  |  |  |  |  |  |  |  |  |  |  |  |  |  |
| Vero       | Entra     | Juez      | Gana      | Gana      | Juez      | Pierde    | Eliminada |           |           |           |           |           |           |           |           |           |           |         |  |  |  |  |  |  |  |  |  |  |  |  |  |  |  |  |
| Sergio     | Entra     | Juez      | Gana      | Gana      | Juez      | Eliminado |           |           |           |           |           |           |           |           |           |           |           |         |  |  |  |  |  |  |  |  |  |  |  |  |  |  |  |  |
| Stefanía   | Entra     | Gana      | Pierde    | Juez      | Eliminada |           |           |           |           |           |           |           |           |           |           |           |           |         |  |  |  |  |  |  |  |  |  |  |  |  |  |  |  |  |
| Caro M.    | Entra     | Nominada  | Juez      | Eliminada |           |           |           |           |           |           |           |           |           |           |           |           |           |         |  |  |  |  |  |  |  |  |  |  |  |  |  |  |  |  |
| Xavier     | Entra     | Gana      | Eliminado |           |           |           |           |           |           |           |           |           |           |           |           |           |           |         |  |  |  |  |  |  |  |  |  |  |  |  |  |  |  |  |
| Marisol    | Entra     | Eliminada |           |           |           |           |           |           |           |           |           |           |           |           |           |           |           |         |  |  |  |  |  |  |  |  |  |  |  |  |  |  |  |  |
| Alonso     | Eliminado | Eliminado |           |           |           |           |           |           |           |           |           |           |           |           |           |           |           |         |  |  |  |  |  |  |  |  |  |  |  |  |  |  |  |  |
| Jorge F.   | Eliminada | Eliminada |           |           |           |           |           |           |           |           |           |           |           |           |           |           |           |         |  |  |  |  |  |  |  |  |  |  |  |  |  |  |  |  |
| Emilio     | Eliminado | Eliminado |           |           |           |           |           |           |           |           |           |           |           |           |           |           |           |         |  |  |  |  |  |  |  |  |  |  |  |  |  |  |  |  |
| Claudia    | Eliminada | Eliminada |           |           |           |           |           |           |           |           |           |           |           |           |           |           |           |         |  |  |  |  |  |  |  |  |  |  |  |  |  |  |  |  |
| Caro R.    | Eliminada | Eliminada |           |           |           |           |           |           |           |           |           |           |           |           |           |           |           |         |  |  |  |  |  |  |  |  |  |  |  |  |  |  |  |  |
| Laura      | Eliminada | Eliminada |           |           |           |           |           |           |           |           |           |           |           |           |           |           |           |         |  |  |  |  |  |  |  |  |  |  |  |  |  |  |  |  |

### Quinta temporada: La Revancha (2016)
Para la Quinta temporada, que se denominó La Revancha, los equipos vuelven a cambiar de nombre, más no de color, teniendo ahora las denominaciones de "Oro", "Jade", "Zafiro", así como también cambiaron el formato tradicional, ya que en esta temporada hay solo exparticipantes de las cuatro temporadas anteriores.
La Quinta temporada de La Isla se filmó en Panamá a finales del mes de abril de 2016; para esta temporada no se hicieron cástines para nuevos "Desconocidos" ya que este año 21 participantes de ediciones anteriores de La Isla regresaron para tener una nueva oportunidad de ganar y tuvo como ganador a Jorge Luis Vázquez.

#### Participantes
|                       |                    | Edad | temporada                       | Ocupación | Equipo | Equipo | Equipo | Votos | Duración       | Información |
| --------------------- | ------------------ | ---- | ------------------------------- | --------- | ------ | ------ | ------ | ----- | -------------- | ----------- |
|                       | Jorge Luis Vázquez | 36   | 2015                            | Actor     | Zafiro | Jade   | Fusión | 2     | 65             | Ganador     |
| Ana Ransanz           | 32                 | 2013 | Diseñadora Gráfica y Triatleta  | Zafiro    | Oro    | Fusión | 1      | 65    | 2.º Lugar      |             |
| Pepe Díaz             | 32                 | 2015 | Empresario                      | Jade      | Jade   | Fusión | 3      | 64    | 19.º eliminado |             |
| Mariana Torres        | 30                 | 2012 | Actriz y Presentadora de TV     | Oro       | Oro    | Fusión | 12     | 61    | 18.ª eliminada |             |
| Ricardo Alcalá        | 33                 | 2013 | Lic. Administración de Empresas | Zafiro    | Oro    | Fusión | 5      | 60    | 17.º eliminado |             |
| Julio César Frías     | 26                 | 2012 | Danzante Prehispánico           | Oro       | Oro    | Fusión | 6      | 56    | 16.º eliminado |             |
| Delia García          | 26                 | 2014 | Diseñadora de modas             | Oro       | Jade   | Fusión | 17     | 52    | 15.ª eliminada |             |
| María Fernanda Quiroz | 29                 | 2015 | Actriz                          | Oro       | Oro    | Fusión | 11     | 48    | 14.ª eliminada |             |
| Ivonne Montero        | 42                 | 2012 | Actriz y Cantante               | Zafiro    | Jade   | Jade   | 13     | 44    | 13.ª eliminada |             |
| José Antonio Ferreira | 32                 | 2015 | Trabajador Ferroviario          | Jade      | Jade   |        | 5      | 40    | 12.º eliminado |             |
| "Intocable"           | 39                 | 2015 | Luchador Profesional            | Zafiro    | Oro    | Oro    | 6      | 36    | 11.º eliminado |             |
| Rafael Mercadante     | 43                 | 2012 | Cantante y Presentador de TV    | Zafiro    | Jade   |        | 5      | 32    | 10.º eliminado |             |
| Dr. Wagner, Jr.       | 50                 | 2014 | Luchador                        | Jade      | Zafiro | Oro    | 4      | 28    | 9.º eliminado  |             |
| Fernando Alonso       | 37                 | 2014 | Actor                           | Jade      | Jade   |        | 6      | 24    | 8.º eliminado  |             |
| Ana La Salvia         | 40                 | 2015 | Actriz y Conductora             | Jade      |        |        | 0      | 20    | 7.ª eliminada  |             |
| Tania Rincón          | 29                 | 2013 | Presentadora de TV y Modelo     | Jade      |        |        | 0      | 20    | 6.ª eliminada  |             |
| Matías Novoa          | 35                 | 2013 | Actor y Modelo                  | Oro       |        |        | 4      | 20    | 5.º eliminado  |             |
| Gabrielle Fernández   | 24                 | 2012 | Modelo y Conductora             | Jade      |        |        | 0      | 16    | 4.ª eliminada  |             |
| Víctor González       | 42                 | 2014 | Actor                           | Oro       |        |        | 0      | 12    | 3.º eliminado  |             |
| Geraldine Bazán       | 33                 | 2013 | Actriz                          | Zafiro    |        |        | 9      | 8     | 2.ª eliminada  |             |
| Juan Carlos Somoza    | 21                 | 2013 | Nadador Profesional             | Oro       |        |        | 0      | 4     | 1.er eliminado |             |

#### Resultados generales
| Jorge     | Pierde    | Pierde    | Gana      | Gana      | Gana      | Pierde    | Gana      | Gana      | Gana      | Pierde    | Gana      | Pierde    | Gana      | Salvado   | Nominado  | Nominado  | Nominado  | Ganador |  |  |  |  |  |  |  |  |  |  |  |  |  |  |  |  |
| Ana R.    | Pierde    | Pierde    | Gana      | Gana      | Gana      | Gana      | Pierde    | Gana      | Pierde    | Gana      | Gana      | Pierde    | Pierde    | Pierde    | Gana      | Nominada  | Finalista | Segunda |  |  |  |  |  |  |  |  |  |  |  |  |  |  |  |  |
| Pepe      | Gana      | Gana      | Gana      | Gana      | Pierde    | Pierde    | Gana      | Pierde    | Gana      | Gana      | Inmune    | Pierde    | Pierde    | Pierde    | Pierde    | Nominado  | Eliminado |         |  |  |  |  |  |  |  |  |  |  |  |  |  |  |  |  |
| Mariana   | Gana      | Gana      | Pierde    | Pierde    | Gana      | Gana      | Pierde    | Gana      | Pierde    | Gana      | Gana      | Pierde    | Pierde    | Gana      | Salvada   | Eliminada |           |         |  |  |  |  |  |  |  |  |  |  |  |  |  |  |  |  |
| Ricardo   | Pierde    | Pierde    | Gana      | Gana      | Gana      | Gana      | Pierde    | Gana      | Veto      | Gana      | Gana      | Salvado   | Salvado   | Nominado  | Eliminado |           |           |         |  |  |  |  |  |  |  |  |  |  |  |  |  |  |  |  |
| Julio     | Gana      | Gana      | Pierde    | Pierde    | Gana      | Gana      | Pierde    | Gana      | Gana      | Gana      | Gana      | Gana      | Pierde    | Eliminado |           |           |           |         |  |  |  |  |  |  |  |  |  |  |  |  |  |  |  |  |
| Delia     | Gana      | Gana      | Gana      | Gana      | Pierde    | Pierde    | Gana      | Pierde    | Gana      | Pierde    | Inmune    | Pierde    | Eliminada |           |           |           |           |         |  |  |  |  |  |  |  |  |  |  |  |  |  |  |  |  |
| Ferka     | Gana      | Gana      | Pierde    | Pierde    | Gana      | Gana      | Pierde    | Gana      | Pierde    | Gana      | Gana      | Eliminada |           |           |           |           |           |         |  |  |  |  |  |  |  |  |  |  |  |  |  |  |  |  |
| Ivonne    | Destierro | Destierro | Destierro | Gana      | Inmune    | Pierde    | Gana      | Pierde    | Gana      | Pierde    | Eliminada |           |           |           |           |           |           |         |  |  |  |  |  |  |  |  |  |  |  |  |  |  |  |  |
| José A.   | Gana      | Gana      | Gana      | Gana      | Pierde    | Gana      | Gana      | Pierde    | Gana      | Eliminado |           |           |           |           |           |           |           |         |  |  |  |  |  |  |  |  |  |  |  |  |  |  |  |  |
| Intocable | Pierde    | Gana      | Inmune    | Pierde    | Gana      | Gana      | Gana      | Gana      | Eliminado |           |           |           |           |           |           |           |           |         |  |  |  |  |  |  |  |  |  |  |  |  |  |  |  |  |
| Rafa      | Destierro | Destierro | Destierro | Destierro | Gana      | Inmune    | Gana      | Eliminado |           |           |           |           |           |           |           |           |           |         |  |  |  |  |  |  |  |  |  |  |  |  |  |  |  |  |
| Wagner    | Gana      | Inmune    | Gana      | Gana      | Gana      | Gana      | Eliminado |           |           |           |           |           |           |           |           |           |           |         |  |  |  |  |  |  |  |  |  |  |  |  |  |  |  |  |
| Fernando  | Gana      | Gana      | Gana      | Gana      | Pierde    | Eliminado |           |           |           |           |           |           |           |           |           |           |           |         |  |  |  |  |  |  |  |  |  |  |  |  |  |  |  |  |
| Ana S.    | Gana      | Gana      | Gana      | Gana      | Eliminada |           |           |           |           |           |           |           |           |           |           |           |           |         |  |  |  |  |  |  |  |  |  |  |  |  |  |  |  |  |
| Tania     | Gana      | Gana      | Gana      | Gana      | Eliminada |           |           |           |           |           |           |           |           |           |           |           |           |         |  |  |  |  |  |  |  |  |  |  |  |  |  |  |  |  |
| Matías    | Gana      | Gana      | Pierde    | Destierro | Eliminado |           |           |           |           |           |           |           |           |           |           |           |           |         |  |  |  |  |  |  |  |  |  |  |  |  |  |  |  |  |
| Gabrielle | Gana      | Gana      | Gana      | Eliminada |           |           |           |           |           |           |           |           |           |           |           |           |           |         |  |  |  |  |  |  |  |  |  |  |  |  |  |  |  |  |
| Víctor    | Gana      | Gana      | Eliminado |           |           |           |           |           |           |           |           |           |           |           |           |           |           |         |  |  |  |  |  |  |  |  |  |  |  |  |  |  |  |  |
| Geraldine | Pierde    | Eliminada |           |           |           |           |           |           |           |           |           |           |           |           |           |           |           |         |  |  |  |  |  |  |  |  |  |  |  |  |  |  |  |  |
| Juan S.   | Eliminado |           |           |           |           |           |           |           |           |           |           |           |           |           |           |           |           |         |  |  |  |  |  |  |  |  |  |  |  |  |  |  |  |  |

### Sexta temporada: La guerra de las clases (2017)
Para la Sexta temporada, que se denominó La guerra de las clases, los equipos vuelven a cambiar de nombre, más no de color, teniendo ahora las denominaciones de "Los Pudientes", "Los Godínez", "La Banda", así como también cambian el formato tradicional, ya que en esta temporada los equipos estarán formados dependiendo a su condición económica en su vida.
La Sexta temporada de La Isla se filmó en República Dominicana; Para esta temporada los Cástines para los participantes próximos a ser "Los Desconocidos" comenzaron mucho antes que en ocasiones previas, se llevaron a cabo desde el 23 de octubre al 26 de noviembre de 2016 en sedes como Querétaro, Veracruz, Guadalajara, Culiacán, Puebla, Acapulco, Zacatecas, Cancún y Ciudad de México.
Finalizó y fue emitida esta última el 14 de octubre de 2017 y tuvo como ganador a Luis Arellanes.

#### Participantes
|                     |                | Edad                              | Ocupación  | Equipo    | Equipo | Equipo | Votos | Duración       | Información |
| ------------------- | -------------- | --------------------------------- | ---------- | --------- | ------ | ------ | ----- | -------------- | ----------- |
|                     | Luis Arellanes | 30                                | Salvavidas | Banda     | Banda  | Fusión | 1     | 65             | Ganador     |
| Facundo             | 38             | Conductor de radio                | Pudientes  | Pudientes | Fusión | 7      | 65    | 2.º Lugar      |             |
| Sebastián Pastrana  | 23             | Estudiante de Criminalística      | Godínez    | Banda     | Fusión | 1      | 65    | 3.º Lugar      |             |
| Fernanda de la Mora | 22             | Modelo                            | Pudientes  | Pudientes | Fusión | 2      | 65    | 4.º Lugar      |             |
| Yuriko Santander    | 33             | Ingeniera Electrónica y Soldadora | Banda      | Banda     | Fusión | 4      | 64    | 17.ª eliminada |             |
| Adrián Arrieta      | 38             | Exmilitar                         | Banda      | Banda     | Fusión | 1      | 64    | 16.º eliminado |             |
| Juan Carlos Vergara | 25             | Productor                         | Pudientes  | Pudientes | Fusión | 7      | 60    | 15.º eliminado |             |
| Víctor Arechar      | 27             | Policía                           | Godínez    | Banda     | Fusión | 3      | 56    | 14.º eliminado |             |
| Miguel Montaño      | 25             | Entrenador Funcional              | Banda      | Banda     | Fusión | 0      | 52    | 13.º eliminado |             |
| Gabriela Quevedo    | 29             | Maquillista                       | Banda      | Banda     | Fusión | 2      | 48    | 12.ª eliminada |             |
| Isidro Ovejas       | 31             | Empresario                        | Pudientes  | Pudientes | Fusión | 6      | 44    | 11.º eliminado |             |
| Miguel Nassar       | 34             | Empresario                        | Pudientes  | Pudientes |        | 5      | 41    | 10.º eliminado |             |
| Teresa Munguía      | 28             | Maestra de Yoga                   | Godínez    | Pudientes |        | 5      | 40    | 9.ª eliminada  |             |
| Carmen Pino         | 43             | Ama de Casa                       | Godínez    | Pudientes |        | 10     | 34    | 8.ª eliminada  |             |
| Ayra Antaramian     | 33             | Diseñadora de Interiores          | Pudientes  | Banda     |        | 13     | 30    | 7.ª eliminada  |             |
| Manuel Cortés       | 34             | Mercadólogo                       | Godínez    | Pudientes |        | 6      | 24    | 6.º eliminado  |             |
| Aristeo Cázares     | 21             | Profesor de “Parkour”             | Godínez    |           |        | 7      | 20    | 5.º eliminado  |             |
| Silverio Dionicio   | 21             | Volador de Papantla               | Banda      |           |        | 10     | 16    | 4.º eliminado  |             |
| Antonietta Serdán   | 37             | Comunicóloga                      | Godínez    |           |        | 3      | 12    | 3.ª eliminada  |             |
| Laura Duque         | 32             | Hostess                           | Banda      |           |        | 8      | 8     | 2.ª eliminada  |             |
| Andrea Escalona     | 30             | Actriz                            | Pudientes  |           |        | 5      | 4     | 1.ª eliminada  |             |

#### Resultados generales
| Luis        | Pierde    | Pierde    | Gana      | Pierde    | Pierde    | Gana      | Nominado | Gana      | Gana      | Gana      | Avanza    | Salvado   | Gana      | Gana      | Salvado   | Gana      | Finalista | Ganador |  |  |  |  |  |  |  |  |  |  |  |  |  |  |  |  |
| Facundo     | Pierde    | Pierde    | Pierde    | Nominado  | Gana      | Pierde    | Emisario | Nominado  | Pierde    | Pierde    | Avanza    | Salvado   | Salvado   | Salvado   | Salvado   | Salvado   | Finalista | Segundo |  |  |  |  |  |  |  |  |  |  |  |  |  |  |  |  |
| Sebastián   | Gana      | Gana      | Pierde    | Gana      | Pierde    | Gana      | Pierde   | Gana      | Gana      | Gana      | Avanza    | Salvado   | Salvado   | Salvado   | Gana      | Nominado  | Finalista | Tercero |  |  |  |  |  |  |  |  |  |  |  |  |  |  |  |  |
| Fernanda    | Pierde    | Pierde    | Pierde    | Pierde    | Gana      | Nominada  | Gana     | Pierde    | Pierde    | Pierde    | Avanza    | Salvada   | Inmune    | Salvada   | Salvada   | Salvada   | Finalista | Cuarta  |  |  |  |  |  |  |  |  |  |  |  |  |  |  |  |  |
| Yuriko      | Pierde    | Pierde    | Gana      | Pierde    | Nominada  | Gana      | Pierde   | Gana      | Gana      | Gana      | Avanza    | Salvada   | Salvada   | Nominada  | Nominada  | Salvada   | Eliminada |         |  |  |  |  |  |  |  |  |  |  |  |  |  |  |  |  |
| Adrián      | Pierde    | Pierde    | Gana      | Pierde    | Pierde    | Gana      | Pierde   | Gana      | Gana      | Emisario  | Avanza    | Nominado  | Nominado  | Salvado   | Salvado   | Salvado   | Eliminado |         |  |  |  |  |  |  |  |  |  |  |  |  |  |  |  |  |
| Juan Carlos | Pierde    | Pierde    | Pierde    | Pierde    | Gana      | Pierde    | Gana     | Pierde    | Nominado  | Nominado  | Avanza    | Salvado   | Salvado   | Salvado   | Salvado   | Eliminado |           |         |  |  |  |  |  |  |  |  |  |  |  |  |  |  |  |  |
| Víctor      | Gana      | Gana      | Pierde    | Gana      | Pierde    | Gana      | Pierde   | Emisario  | Gana      | Gana      | Avanza    | Gana      | Salvado   | Salvado   | Eliminado |           |           |         |  |  |  |  |  |  |  |  |  |  |  |  |  |  |  |  |
| Miguel. M.  | Pierde    | Pierde    | Gana      | Pierde    | Salvado   | Emisario  | Pierde   | Gana      | Gana      | Gana      | Avanza    | Salvado   | Salvado   | Eliminado |           |           |           |         |  |  |  |  |  |  |  |  |  |  |  |  |  |  |  |  |
| Gaby        | Pierde    | Pierde    | Gana      | Salvada   | Pierde    | Gana      | Pierde   | Gana      | Emisaria  | Gana      | Avanza    | Salvada   | Eliminada |           |           |           |           |         |  |  |  |  |  |  |  |  |  |  |  |  |  |  |  |  |
| Isidro      | Pierde    | Pierde    | Pierde    | Salvado   | Gana      | Pierde    | Gana     | Pierde    | Pierde    | Pierde    | Avanza    | Eliminado |           |           |           |           |           |         |  |  |  |  |  |  |  |  |  |  |  |  |  |  |  |  |
| Miguel. N.  | Pierde    | Nominado  | Salvado   | Pierde    | Gana      | Pierde    | Gana     | Pierde    | Pierde    | Nominado  | Eliminado |           |           |           |           |           |           |         |  |  |  |  |  |  |  |  |  |  |  |  |  |  |  |  |
| Teresa      | Gana      | Gana      | Pierde    | Gana      | Pierde    | Pierde    | Gana     | Pierde    | Continua  | Eliminada |           |           |           |           |           |           |           |         |  |  |  |  |  |  |  |  |  |  |  |  |  |  |  |  |
| Carmen      | Gana      | Gana      | Pierde    | Gana      | Salvada   | Pierde    | Gana     | Acepta    | Eliminada |           |           |           |           |           |           |           |           |         |  |  |  |  |  |  |  |  |  |  |  |  |  |  |  |  |
| Ayra        | Salvada   | Salvada   | Nominada  | Pierde    | Gana      | Gana      | Acepta   | Eliminada |           |           |           |           |           |           |           |           |           |         |  |  |  |  |  |  |  |  |  |  |  |  |  |  |  |  |
| Manuel      | Gana      | Gana      | Salvado   | Gana      | Pierde    | Eliminado |          |           |           |           |           |           |           |           |           |           |           |         |  |  |  |  |  |  |  |  |  |  |  |  |  |  |  |  |
| Aristeo     | Gana      | Gana      | Pierde    | Gana      | Eliminado |           |          |           |           |           |           |           |           |           |           |           |           |         |  |  |  |  |  |  |  |  |  |  |  |  |  |  |  |  |
| Silverio    | Nominado  | Salvado   | Gana      | Eliminado |           |           |          |           |           |           |           |           |           |           |           |           |           |         |  |  |  |  |  |  |  |  |  |  |  |  |  |  |  |  |
| Antonieta   | Gana      | Gana      | Eliminada |           |           |           |          |           |           |           |           |           |           |           |           |           |           |         |  |  |  |  |  |  |  |  |  |  |  |  |  |  |  |  |
| Laura       | Salvada   | Eliminada |           |           |           |           |          |           |           |           |           |           |           |           |           |           |           |         |  |  |  |  |  |  |  |  |  |  |  |  |  |  |  |  |
| Andrea      | Eliminada |           |           |           |           |           |          |           |           |           |           |           |           |           |           |           |           |         |  |  |  |  |  |  |  |  |  |  |  |  |  |  |  |  |

### Séptima temporada: Desafío en Turquía (2023)
El programa regresa 6 años después de su última entrega. Aunque en temporadas anteriores se ha cambiado la dinámica de competencia, esta temporada se ha confirmado que La isla regresa a sus orígenes, teniendo como en su primera temporada tres equipos con personalidades de televisión y redes sociales famosas componiendo los equipos de "Famosos" y "Celebridades", conocidos como "Rebeldes" e "Intensos", mientras que el tercer equipo estaría siendo comprendido por personas "Desconocidos" que hicieron su casting presencial o virtual. Tentativamente, las grabaciones comenzaron el 14 de agosto, mientras que la fecha de estreno se confirmó esa misma semana siendo el día lunes, 28 de agosto del 2023.

#### Desafiantes
Los siguientes son los 18 desafiantes de La Isla: Desafío en Turquía.
| Desafiante               | Desafiante | Desafiante          | Desafiante         | Desafiante                   | Equipo       | Equipo          | Equipo         | Resultado       | Resultado |
| Nombre                   | Edad       | Origen              | Origen             | Ocupación                    | Original     | Prefusión       | Fusión         | Estado          | Día       |
| ------------------------ | ---------- | ------------------- | ------------------ | ---------------------------- | ------------ | --------------- | -------------- | --------------- | --------- |
| Natalia Valenzuela       | 34         | Bandera de Colombia | Neiva, Colombia    | Conductora y actriz          | Rebeldes     |                 |                | Abandona        | Día 3     |
| Armando Araiza           | 53         | Bandera de México   | CDMX               | Actor y productor            | Intensos     | 1.er desterrado | Día 7          |                 |           |
| Anahí Izali              | 33         | Bandera de México   | Acapulco, Guerrero | Actriz e influencer          | Rebeldes     | 2.ª desterrada  | Día 13         |                 |           |
| Carlos Trejo             | 60         | Bandera de México   | CDMX               | Cazafantasmas                | Rebeldes     | 3.er desterrado | Día 19         |                 |           |
| Gamaliel Sánchez Heredia | 27         | Bandera de México   | Nuevo León         | Churrero y entrenador físico | Desconocidos | 4.º desterrado  | Día 24         |                 |           |
| Sofía Campomanes         | 30         | Bandera de México   | CDMX               | Modelo                       | Rebeldes     | 5.ª desterrada  | Día 30         |                 |           |
| Gala Montes              | 23         | Bandera de México   | CDMX               | Actriz                       | Rebeldes     | Rebeldes        | Abandona       | Día 32          |           |
| Brenda Zambrano          | 30         | Bandera de México   | Tamaulipas         | Influencer                   | Intensos     | Rebeldes        | 6.ª desterrada | Día 36          |           |
| Cipriana "Ana" Barrera   | 45         | Bandera de México   | Chiapas            | Encargada de papelería       | Desconocidos | Desconocidos    | 7.ª desterrada | Día 43          |           |
| Irving Peña              | 35         | Bandera de México   | Jalisco            | Actor                        | Rebeldes     | Rebeldes        | Abandona       | Día 45          |           |
| Adrián Rubio             | 46         | Bandera de México   | CDMX               | Actor                        | Intensos     | Rebeldes        | 8.º desterrado | Día 50          |           |
| César Doroteo            | 34         | Bandera de México   | CDMX               | Creador de contenido         | Intensos     | Desconocidos    | Fusión         | 9.º desterrado  | Día 53    |
| Federico del Real        | 28         | Bandera de México   | Nuevo León         | Abogado                      | Desconocidos | Desconocidos    | Fusión         | 10.º desterrado | Día 55    |
| Jackie Nava              | 43         | Bandera de México   | Baja California    | Boxeadora                    | Intensos     | Desconocidos    | Fusión         | 11.ª desterrada | Día 57    |
| Julieta Grajales         | 37         | Bandera de México   | Chiapas            | Actriz                       | Intensos     | Rebeldes        | Fusión         | 12.ª desterrada | Día 59    |
| Betsabé Montaño          | 27         | Bandera de México   | CDMX               | Entrenadora fitness          | Desconocidos | Desconocidos    | Fusión         | 13.ª desterrada | Día 60    |
| Julio Camejo             | 52         | Bandera de Cuba     | La Habana          | Actor                        | Rebeldes     | Rebeldes        | Fusión         | 14.º desterrado | Día 61    |
| Alexia García            | 25         | Bandera de México   | CDMX               | Creadora de contenido        | Rebeldes     | Rebeldes        | Fusión         | 15.ª desterrada | Día 62    |
| Gualy Cárdenas           | 36         | Bandera de México   | Nuevo León         | Empresario                   | Intensos     | Desconocidos    | Fusión         | 16.º desterrado | Día 63    |
| Andrés Tejeda            | 33         | Bandera de México   | Jalisco            | Comerciante                  | Desconocidos | Desconocidos    | Fusión         | Subcampeón      | Día 63    |
| Maite Olalde             | 28         | Bandera de México   | Nuevo León         | Cantante y bailarina         | Desconocidos | Desconocidos    | Fusión         | Ganadora        | Día 63    |

#### Historial de votación
A continuación, se muestra una tabla con cada votación.
|                | Equipo       | Equipo         | Equipo   | Equipo        | Equipo   | Equipo       | Equipo   | Equipo       | Equipo       | Equipo   | Equipo        | Prefusión           | Prefusión     | Prefusión      | Prefusión    | Prefusión     | Fusión            | Fusión                | Fusión               |
| Semana         | 1            | 1              | 2        | 2             | 3        | 3            | 4        | 4            | 4            | 5        | 5             | 6                   | 7             | 7              | 8            | 8             | 9.1               | 9.2                   | 9.3                  |
| -------------- | ------------ | -------------- | -------- | ------------- | -------- | ------------ | -------- | ------------ | ------------ | -------- | ------------- | ------------------- | ------------- | -------------- | ------------ | ------------- | ----------------- | --------------------- | -------------------- |
| Equipo         | Desconocidos | Intensos       | Rebeldes | Intensos      | Rebeldes | Intensos     | Rebeldes | Desconocidos | Desconocidos | Rebeldes | Intensos      | Rebeldes            | Rebeldes      | Desconocidos   | Desconocidos | Rebeldes      | Fusión            | Fusión                | Fusión               |
| Sentenciado(s) | Andrés       | ArmandoJulieta | Anahí    | BrendaJulieta | Carlos   | CésarJulieta | Gala     | Gamaliel     | Federico     | Sofía    | JulietaAdrián | AdriánBrendaJulieta | AdriánJulieta | JackieCipriana | Andrés       | JulietaAdrián | CésarJulietaMaite | FedericoJulietaJackie | JulietaBetsabéJackie |
| Votos          | 5-4          | 3-3            | 6-1      | 4-3-1         | 3-1      | 3-3-2        | 3-2      | 3-2-2-1-1    | 1-0          | 4-1      | 5-3-1         | 2-2-2               | 5-4           | 4-3-1          | 6-3-1        | 3-2           | 3-3-3-2-1         | 4-4-3-1               | 4-3-2-0              |
| Votante        | Voto         |                |          |               |          |              |          |              |              |          |               |                     |               |                |              |               |                   |                       |                      |
| Maite          | Andrés       |                |          | BrendaGualy   |          |              |          | Federico     | N/A          |          |               |                     |               | Jackie         | César        |               | César             | Federico              | Julieta              |
| Andrés         | Betsabé      |                |          |               |          | Jackie       |          | Gamaliel     | N/A          |          | Andrés        |                     |               | Jackie         | N/A          |               | César             | Federico              | Betsabé              |
| Gualy          |              | Julieta        |          | ?             |          | Julieta      |          | Betsabé      |              |          | Julieta       |                     |               | Cipriana       | Andrés       |               | JulietaMaite      | Julieta               | Julieta              |
| Alexia         |              |                | Anahí    |               | Carlos   |              | Julio    |              |              | Sofía    |               | Brenda              | Adrián        |                |              | ?             | Julieta           | Federico              | Jackie               |
| Julio          |              |                | Anahí    |               | Carlos   |              | Gala     |              |              | Sofía    |               | ?                   | Adrián        |                | Jackie       | ?             | Federico          | Jackie                | Jackie               |
| Betsabé        | Andrés       |                |          |               |          |              |          | Federico     | N/A          |          |               |                     |               | Jackie         | Andrés       |               | Julieta           | Julieta               | Julieta              |
| Julieta        |              | Armando        |          | Brenda        |          | César        |          |              |              |          | Jackie        | ?                   | Adrián        |                |              | Adrián        | César             | Betsabé               | Gualy                |
| Jackie         |              | Armando        |          | ?             |          | César        |          |              |              |          | Julieta       |                     |               | Federico       | Andrés       |               | Federico          | Julieta               | Julieta              |
| Federico       | Betsabé      |                |          |               |          |              |          | Maite        | N/A          |          |               |                     |               | N/A            | Andrés       |               | Julio             | Julieta               |                      |
| César          |              | Julieta        |          | ?             |          | Julieta      |          |              |              |          | AndrésJulieta |                     | Julieta       | Cipriana       | Andrés       |               | Maite             |                       |                      |
| Adrián         |              |                |          |               |          |              |          |              |              |          | Julieta       | N/A                 | Julieta       |                |              | Julieta       |                   |                       |                      |
| Irving         | Andrés       |                | Anahí    |               | Gala     |              | Gala     |              |              | Sofía    |               | ?                   | Adrián        |                |              |               |                   |                       |                      |
| Cipriana       | Betsabé      |                |          |               |          |              |          | Gamaliel     | Federico     |          |               |                     |               | Jackie         |              |               |                   |                       |                      |
| Brenda         |              | Armando        |          | Julieta       |          | César        |          |              |              |          | Julieta       | ?                   |               |                |              |               |                   |                       |                      |
| Gala           |              |                | Anahí    |               | Carlos   |              | Julio    |              |              | Sofía    |               |                     |               |                |              |               |                   |                       |                      |
| Sofía          |              |                |          |               |          |              | N/A      |              |              | Julio    |               |                     |               |                |              |               |                   |                       |                      |
| Gamaliel       | Andrés       |                |          |               |          |              |          | Andrés       | N/A          |          |               |                     |               |                |              |               |                   |                       |                      |
| Carlos         |              |                | Anahí    |               | N/A      |              |          |              |              |          |               |                     |               |                |              |               |                   |                       |                      |
| Anahí          |              |                | Irving   |               |          |              |          |              |              |          |               |                     |               |                |              |               |                   |                       |                      |
| Armando        |              | N/A            |          |               |          |              |          |              |              |          |               |                     |               |                |              |               |                   |                       |                      |
| Natalia        |              |                |          |               |          |              |          |              |              |          |               |                     |               |                |              |               |                   |                       |                      |

### Octava temporada: Desafío Grecia y Turquía (2024)

#### Desafiantes
| Desafiante              | Desafiante | Desafiante        | Desafiante     | Desafiante                  | Equipo       | Equipo          | Equipo          | Equipo           | Equipo           | Resultado        | Resultado |
| Nombre                  | Edad       | Origen            | Origen         | Ocupación                   | Original     | Primer Cambio   | Segundo Cambio  | Pre-Fusión       | Fusión           | Estado           | Episodio  |
| ----------------------- | ---------- | ----------------- | -------------- | --------------------------- | ------------ | --------------- | --------------- | ---------------- | ---------------- | ---------------- | --------- |
| Rodrigo Heredia         | 42         | Bandera de México | CDMX           | Rescatista                  | Desconocidos |                 |                 |                  |                  | 1.er desterrado  | 5         |
| Ivet Roceder            | 40         | Bandera de México | CDMX           | Psicóloga                   | Desconocidos | 2.a desterrada  | 10              |                  |                  |                  |           |
| Palmeira Cruz           | 30         | Bandera de México | Guanajuato     | Actriz                      | Rebeldes     | 3.a desterrada  | 15              |                  |                  |                  |           |
| Fernanda Moreno         | 26         | Bandera de México | CDMX           | Influencer                  | Intensos     | 4.ta desterrada | 17              |                  |                  |                  |           |
| Antonio "Toño" Valdés   | 34         | Bandera de México | CDMX           | Actor                       | Intensos     | 5.to desterrado | 17              |                  |                  |                  |           |
| Viridiana López         | 21         | Bandera de México | Chihuahua      | Creadora de contenido       | Desconocidos | 6.ta desterrada | 17              |                  |                  |                  |           |
| Joselay Gallegos        | 28         | Bandera de México | S. L. Potosí   | Comerciante y taquero       | Desconocidos | Desconocidos    | 7.o desterrado  | 20               |                  |                  |           |
| Rocío Sánchez           | 26         | Bandera de México | Jalisco        | Reina de belleza            | Rebeldes     | Desconocidos    | Abandona        | 23               |                  |                  |           |
| Karla Cruz              | 38         | Bandera de México | CDMX           | Actriz                      | Rebeldes     | Rebeldes        | 8.a desterrada  | 25               |                  |                  |           |
| Rey Grupero             | 40         | Bandera de México | CDMX           | Creador de contenido        | Rebeldes     | Rebeldes        | 9.o desterrado  | 30               |                  |                  |           |
| La Bea                  | 31         | Bandera de México | CDMX           | Comediante                  | Intensos     | Intensos        | 10.a desterrada | 35               |                  |                  |           |
| Nadia Caro              | 29         | Bandera de México | Puebla         | Emprendedora                |              | Desconocidos    | Rebeldes        | 11.ª desterrada  | 40               |                  |           |
| Efraín "Chispa" Velarde | 38         | Bandera de México | CDMX           | Exfutbolista                | Intensos     | Intensos        | Desconocidos    | 12.º desterrado  | 41               |                  |           |
| Silverio Rocchi         | 33         | Bandera de México | CDMX           | Actor y exfutbolista        | Intensos     | Intensos        | Intensos        | Intensos         | 13.er desterrado | 45               |           |
| Diana López             | 28         | Bandera de México | Aguascalientes | Comunicóloga                | Desconocidos | Desconocidos    | Desconocidos    | Rebeldes         | 14.ta desterrada | 50               |           |
| Diana Chiquete          | 30         | Bandera de México | Mazatlán       | Conductora                  | Intensos     | Intensos        | Intensos        | Intensos         | 15.ª desterrada  | 54               |           |
| Eduardo Bencomo         | 23         | Bandera de México | Chihuahua      | Comerciante                 | Desconocidos | Desconocidos    | Desconocidos    | Rebeldes         | 16.º desterrado  | 55               |           |
| Christian Estrada       | 34         | Bandera de México | CDMX/Sinaloa   | Exfutbolista y modelo       | Rebeldes     | Rebeldes        | Intensos        | Intensos         | 17.º desterrado  | 57               |           |
| Carmen Baqué            | 39         | Bandera de México | Jalisco        | Actriz                      |              | Rebeldes        | Intensos        | Intensos         | 18.ª desterrada  | 58               |           |
| Diego Garciasela        | 25         | Bandera de México | Morelos        | Influencer                  | Rebeldes     | Rebeldes        | Rebeldes        | Rebeldes         | 19.º desterrado  | 59               |           |
| Daniel Beltrán          | 27         | Bandera de México | CDMX           | Mecánico                    | Desconocidos | Desconocidos    | Rebeldes        | Rebeldes         | 20.º desterrado  | 60               |           |
| Jorge Losa              | 35         | Bandera de España | España         | Actor                       | Intensos     | Intensos        | Intensos        | Intensos         | Fusión           | 21.er desterrado | 61        |
| Brandon Castañeda       | 24         | Bandera de México | Jalisco        | Creador de contenido        |              | Intensos        | Intensos        | Intensos         | Fusión           | 22.º desterrado  | 62        |
| Mau Ochoa               | 35         | Bandera de México | CDMX           | Entrenador personal         | Desconocidos | Desconocidos    | Intensos        | 23.er desterrado | Fusión           | 63               |           |
| Alba Zepeda             | 30         | Bandera de México | Jalisco        | Cantante                    | Rebeldes     | Intensos        | Desconocidos    | Rebeldes         | Fusión           | 24.ª desterrada  | 64        |
| Shada Hernández         | 24         | Bandera de México | CDMX           | Ingeniera química           | Desconocidos | Rebeldes        | Rebeldes        | Rebeldes         | Fusión           | Semifinalista    | 65        |
| Marianela Rodríguez     | 26         | Bandera de México | CDMX           | Modelo y entrenadora física | Intensos     | Intensos        | Intensos        | Intensos         | Fusión           | Finalista        | 65        |
| Fernando Lozada         | 34         | Bandera de México | CDMX           | Conductor e influencer      | Rebeldes     | Rebeldes        | Rebeldes        | Rebeldes         | Fusión           | Ganador          | 65        |

1. 1 2 3 4 5 6  Christian, Karla, Joselay, Viridiana, Chispa y Marianela ingresan el día 14, como nuevos participantes.

## Resúmenes por equipos

### Mejor Representante Histórico de cada equipo
| Equipos Tradicionales   | Participantes | Participantes |
| Equipos Tradicionales   | Hombres | Mujeres |
| ----------------------- | --- | --- |
| Celebridades / Intensos | Adolfo Bautista 3.er Lugar (2012) Alberto Guerra 2.º Lugar (2013) Gualy Cárdenas 3.er lugar (2023) Brandon Castañeda 6.to lugar (2024) | Cecilia Ponce Ganadora (2013) Julieta Grajales 7.° Lugar (2023)                                                                |
| Famosos / Rebeldes      | Francisco de la O 8.º Lugar (2013) Julio Camejo 5.to lugar (2023)                                                                      | Mariana Torres 5.º Lugar (2012) Tania Rincón 4.º Lugar (2013) Alexia García 4.º Lugar (2023) Alba Zepeda 4.to lugar (2024)     |
| Desconocidos            | Julio César Frías 2.º Lugar (2012) Andrés Tejeda 2.do Lugar (2023) Mau Ochoa 5.º Lugar (2024)                                          | María Renee Núñez Ganadora (2012) Ana Ransanz 3.er Lugar (2013) Maite Olalde Ganadora (2023) Shada Hernández 3.er Lugar (2024) |
| Otros Equipos           | Participantes | Participantes |
| Otros Equipos           | Hombres | Mujeres |
| Jaguares                | Chacho Gaytán 9.° Lugar (2014) | Regina Murguía 10.° Lugar (2014)                                                                                               |
| Monos                   | Armando Torrea 6.º Lugar (2014) | Sylvia Sáenz 7.º Lugar (2014)                                                                                                  |
| Serpientes              | Francisco Covarrubias Ganador (2014)                                                                                                   | Delia García 2.º Lugar (2014)                                                                                                  |
| Fuego                   | Jorge Alberti 2.° Lugar (2015) | María Fernanda Quiroz 5.º Lugar (2015)                                                                                         |
| Tierra                  | Jorge Lyle Ganador (2015) | Daniela Buendía 4.º Lugar (2015)                                                                                               |
| Agua                    | Roberto Pérez 8.º Lugar (2015) | Deborah Portela 6.º Lugar (2015)                                                                                               |
| Oro                     | Julio César Frías 6.º Lugar (2016) | Mariana Torres 4.º Lugar (2016)                                                                                                |
| Jade                    | PePe Díaz 3.er Lugar (2016) | Ana la Salvia 15.º Lugar (2016)                                                                                                |
| Zafiro                  | Jorge Luis Vázquez Campeón (2016) | Ana Ransanz 2.º Lugar (2016)                                                                                                   |
| Los Pudientes           | Facundo Gómez 2.º Lugar (2017) | Fernanda de la Mora 4.º Lugar (2017)                                                                                           |
| Los Godínez             | Sebastián Pastrana 3.er lugar (2017)                                                                                                   | Teresa Munguía 13.º Lugar (2017)                                                                                               |
| La Banda                | Luis Arellanes Ganador (2017) | Yuriko Santander 5.º Lugar (2017)                                                                                              |

## Antecedentes durante el trascurso del reality
- En la mayoría de las temporadas los finalistas han sido Hombre vs Mujer que convivieron juntos en el mismo equipo durante la primera etapa de la Competencia.
  - En la cuarta temporada no ocurrió esto ya que los dos Jorge; Lyle y Alberti no formaron parte del mismo equipo original y ambos son del mismo sexo.
  - En la octava temporada tampoco ocurrió esto ya que Fernando Lozada y Marianela Rodríguez tampoco formaron parte del mismo equipo original.
    - Por Primera Vez en La Isla la Semifinal y Final se disputará entre hombres (T. 2015) y por sexto año consecutivo la Final se disputará entre Hombre vs Mujer. (T. 2024)
- En la mayoría de las temporadas, la primera eliminada es una Mujer.
  - Esta tradición se rompe desde la quinta y séptima hasta la octava temporada, ya que el primer eliminado fue un Hombre.
    - Por Primera Vez en La Isla después de seis temporadas, pasa a Azteca Uno siendo su primer estreno en la séptima temporada desde el día uno y hay un nuevo Equipo; Morado.
- El Equipo Verde a lo largo de La Isla ha estado muy cerca que su último representante logre llegar a la Final y en caso de hacerlo, ganar La Isla.
  - En la primera y segunda temporada el Equipo Verde desaparece en Pre-Fusión, pero sus últimas representantes ocupan el quinto y cuarto lugar.
  - En la tercera temporada el Equipo Verde no se desintegra en la Pre-Fusión pero los tres últimos integrantes de dicho equipo, fueron los primeros eliminados en Fusión.
  - En la cuarta temporada el Equipo Verde desaparece en Pre-Fusión pero su último representante logra llegar a la final y ganar La Isla.
  - En la quinta y séptima temporada el Equipo Verde no se desintegra en la Pre-Fusión pero sus últimos representantes ocupan el tercer, quinto y cuarto lugar.
  - En la sexta temporada el Equipo Verde desaparece en Pre-Fusión pero su último representante logra llegar a la final, quedando como finalista.
  - En la octava temporada el Equipo Verde no se desintegra en la Pre-Fusión, su última representante ocupa el cuarto lugar y su último representante logra llegar a la final y ganar La Isla.
- La pelea más famosa de la historia del Reality (Cecilia Ponce y Carlos Pulido) ocurrió en el capítulo número 99 del Reality Show completo, mientras que en el Capítulo 100 se llevó a cabo un "Juicio Especial" para arreglar la situación de la riña.
- En todas las temporadas hay participantes que son: Actores y/o Modelos.
- En las cuatro primeras temporadas de la Isla el primer eliminado de la "Pre-Fusión" es un integrante del Equipo Azul.
  - En la quinta y séptima el primer eliminado fue un integrante del Equipo Verde y en la sexta y octava el primer eliminado fue un integrante del Equipo Naranja.
- Hasta ahora el Cuarto Lugar lo obtiene una Mujer, Gabrielle, Tania, Carla, Daniela, Mariana (T. 2012), Fernanda, Alexia y Alba cada una en su respectiva temporada.
  - Regina, Ana S. (T. 2015) y Teresa son las últimas representantes mujeres de su equipo original que no logran llegar a la Fusión de su temporada.
- Chacho es el último representante hombre de su equipo original que no logra llegar a la Fusión de su temporada.
  - Sin embargo fue el mejor representante en general de su Equipo en la temporada en la que participó.
- Mariana Torres es la única participante que ha logrado ser la mejor representante de los equipos a los que perteneció durante dos temporadas.
- Por primera vez, en la sexta temporada, hay, al menos, 1 finalista de los tres equipos originales.
  - Curiosamente, en la final y en el juego de capitanes quedan en el mismo orden: 1.er lugar azules, 2.º lugar naranjas y 3.er lugar verdes.

## Participaciones en competencias anteriores
| Lista de competencias | Lista de competencias                          | Lista de competencias | Lista de competencias        |
| Concursante           | Competencia                                    | Año                   | Resultado                    |
| --------------------- | ---------------------------------------------- | --------------------- | ---------------------------- |
| Yanilen Díaz          | La Academia 2011                               | 2011                  | Finalista 9.º lugar          |
| Natalia Valenzuela    | Exatlón México Primera temporada               | 2017                  | Eliminada por lesión         |
| Brenda Zambrano       | Guerreros México Primera temporada             | 2020                  | Equipo Ganador Equipo Cobras |
| Brenda Zambrano       | Inseparables: amor al límite segunda temporada | 2021                  | Semifinalista                |
| Julio Camejo          | Big Brother VIP 3                              | 2004                  | Participante                 |
| Julio Camejo          | Bailando por la boda de mis sueños             | 2005                  |                              |
| Julio Camejo          | Reto 4 elementos                               | 2018                  | Semifinalista                |
| Julio Camejo          | Resistiré Segunda temporada                    | 2022                  |                              |
| Julio Camejo          | MasterChef Celebrity México                    | 2022                  | 3.er eliminado               |
| Julieta Grajales      | Abanadonados Asia: la ruta del dragón          | 2016                  | 4.ª Eliminada                |
| Julieta Grajales      | Los 50                                         | 2023                  |                              |
| Alexia García         | Enamorándonos                                  | 2017-2019             | Participante                 |
| Carlos Trejo          | Inseparables: amor al límite                   | 2022                  |                              |
| Anahi Izali           | Guerreros México Primera temporada             | 2020                  |                              |
| Anahi Izali           | La casa de los famosos                         | 2021                  |                              |
| Anahi Izali           | Los 50                                         | 2023                  |                              |
| Maite Olalde          | La Voz                                         | 2021                  | Concursante                  |
| Gualy Cárdenas        | Guerreros México                               | 2020-2021             |                              |
| Gualy Cárdenas        | Inseparables: amor al límite                   | 2022                  |                              |
| Jorge Losa            | La casa de los famosos México                  | 2023                  | 7.º lugar                    |
| Fernando Lozada       | Los 50                                         | 2023                  | Participante                 |
| Fernando Lozada       | La casa de los famosos                         | 2024                  | 3.er eliminado               |
| Christian Estrada     | La casa de los famosos                         | 2024                  | 3.er eliminado               |
| Marianela Rodríguez   | Combate Guatemala                              | 2022                  | Campeona                     |
| Shada Hernández       | Enamorandonos                                  | 2019                  | Participante                 |